# 札幌市内の通り

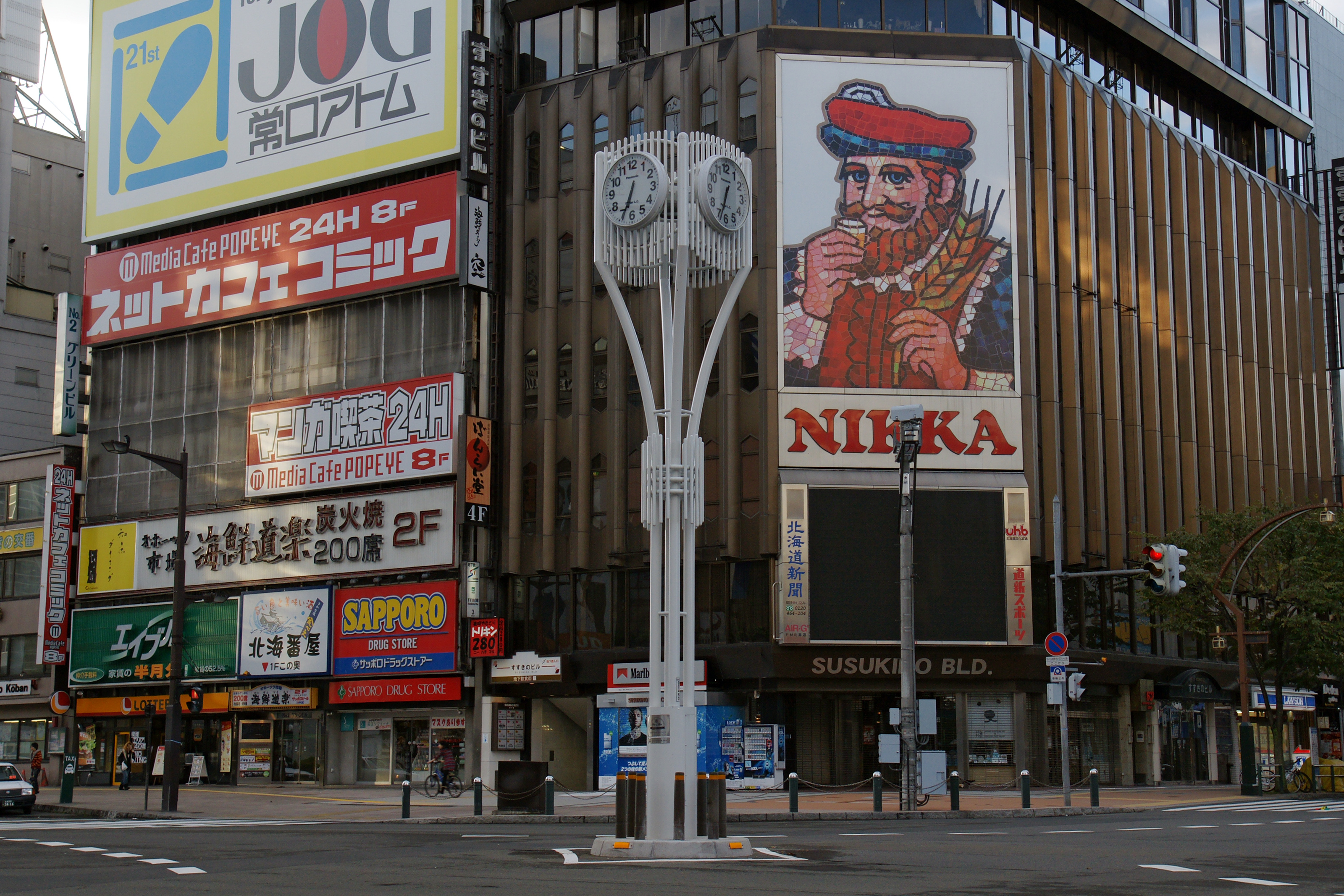
すすきの交差点（2009年10月）

札幌市内の通り（さっぽろしないのとおり）は、札幌市の通りに関する事項について述べている。

## 主要指標
「札幌市の都市交通データ 道路」参照。
※2015年（平成27年）4月1日現在
- 札幌市の道路実延長：5,786.98 km
  - 高速自動車道：38.00 km
  - 一般国道：152.26 km
  - 道道：237.60 km
    - 主要道道：136.64 km
    - 一般道道：100.96 km

  - 市道：5,253.95 km
    - 主要市道：56.94 km
    - 一般市道：5,197.01 km

  - 自転車・歩行者専用道：105.17 km

## 歴史

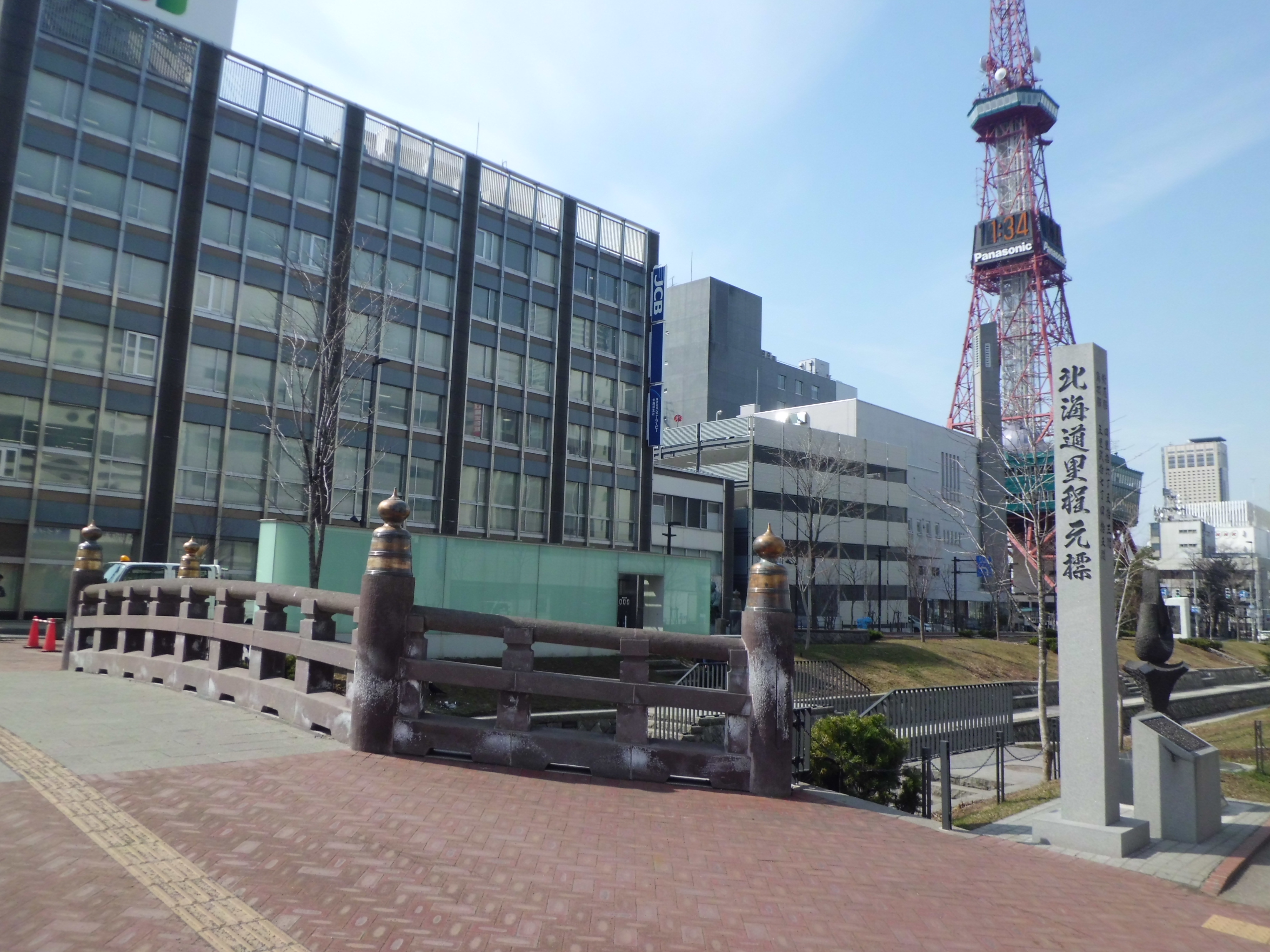
創成橋のたもとにある北海道里程元標（2015年4月）

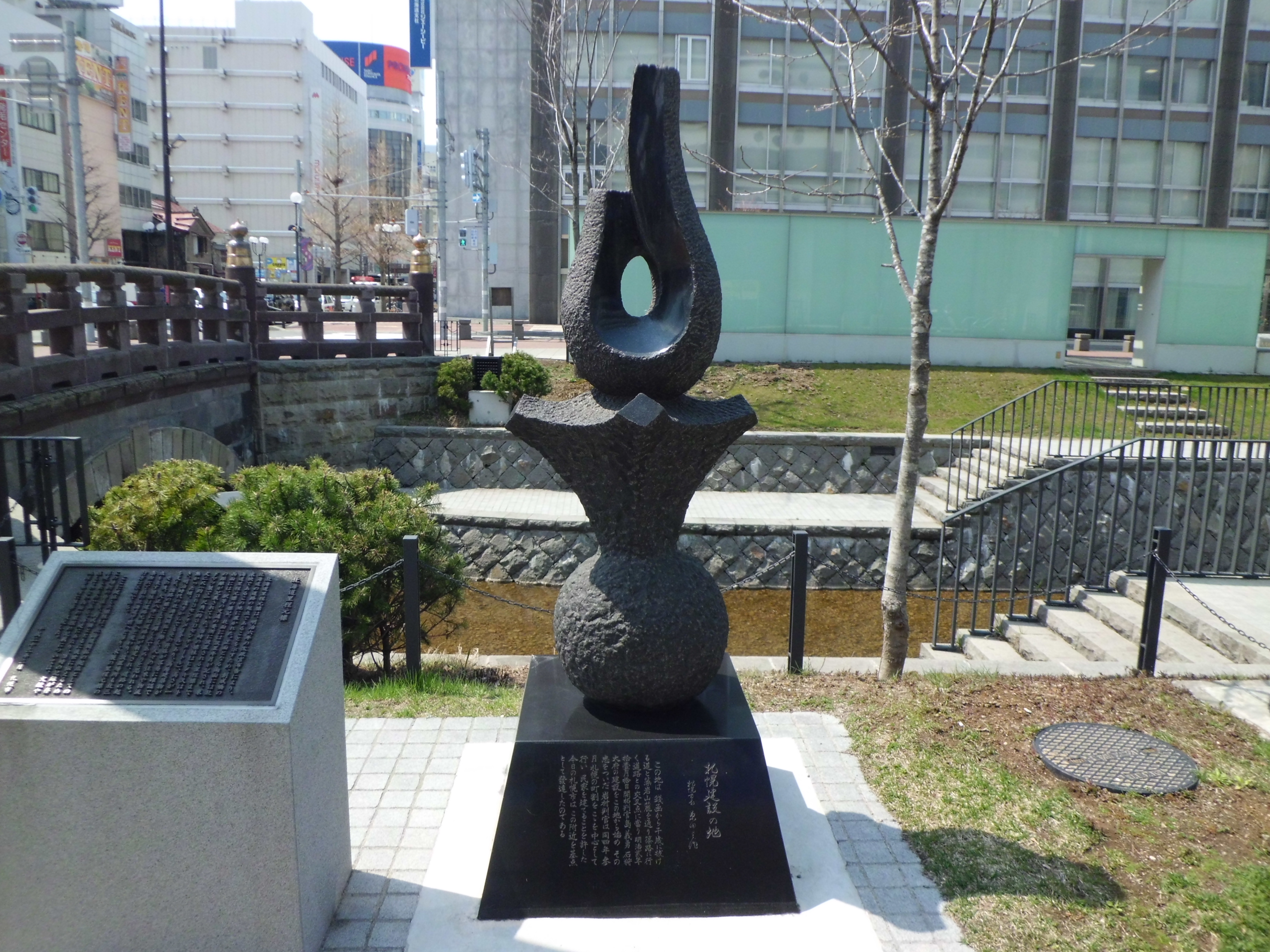
創成橋のたもとにある「札幌建設の地」碑（2015年4月）

1869年（明治2年）に札幌本府の建設計画を命ぜられた当時の開拓判官島義勇は京都を参考に構想を練り、創成橋東側のたもとを基点に東西の基軸を創成川、南北の基軸を渡島通（現在の南1条通）として街づくりを進めていった。その後、判官岩村通俊は島の構想を活かしながら1区画60間四方の街区構成を行い、街の中央に58間の大通りを設けた（後の大通公園であり、現在の南北の基軸となっている）。1924年（大正13年）には北3条通の北海道庁正門前から駅前通までの117.27 mが札幌で初めて道路舗装された。この区間は「道庁正門前木塊舗装・銀杏並木」として2011年度（平成23年度）「土木学会選奨土木遺産」に選定されており、2014年（平成26年）に「札幌市北3条広場」（アカプラ）としてオープンした。
戦後、札幌市は急速に都市規模が発展し人口増加に伴い団地造成や区画整理が行われた。1972年（昭和47年）の札幌オリンピック開催が決定されると都市集中型の交通システムから分散型への転換を計り、円滑な交通を確保しようとした。また、オリンピックの際に主要路線となる道路を将来計画から優先的に整備する「オリンピック関連道路整備計画」が策定され、札幌小樽道路（札樽自動車道）、手稲山麓線、札幌新道、創成川幹線（創成川通）、豊平川幹線（豊平川通）などが整備され、地下鉄（札幌市営地下鉄南北線）と合わせてさっぽろ地下街（オーロラタウン、ポールタウン）も建設された。近年は札幌市でも少子化・高齢化社会の進展により人口減少が予測されており、拡大型の都市づくりからコンパクトシティへの再構築が求められている。

### 札幌本府の通り名

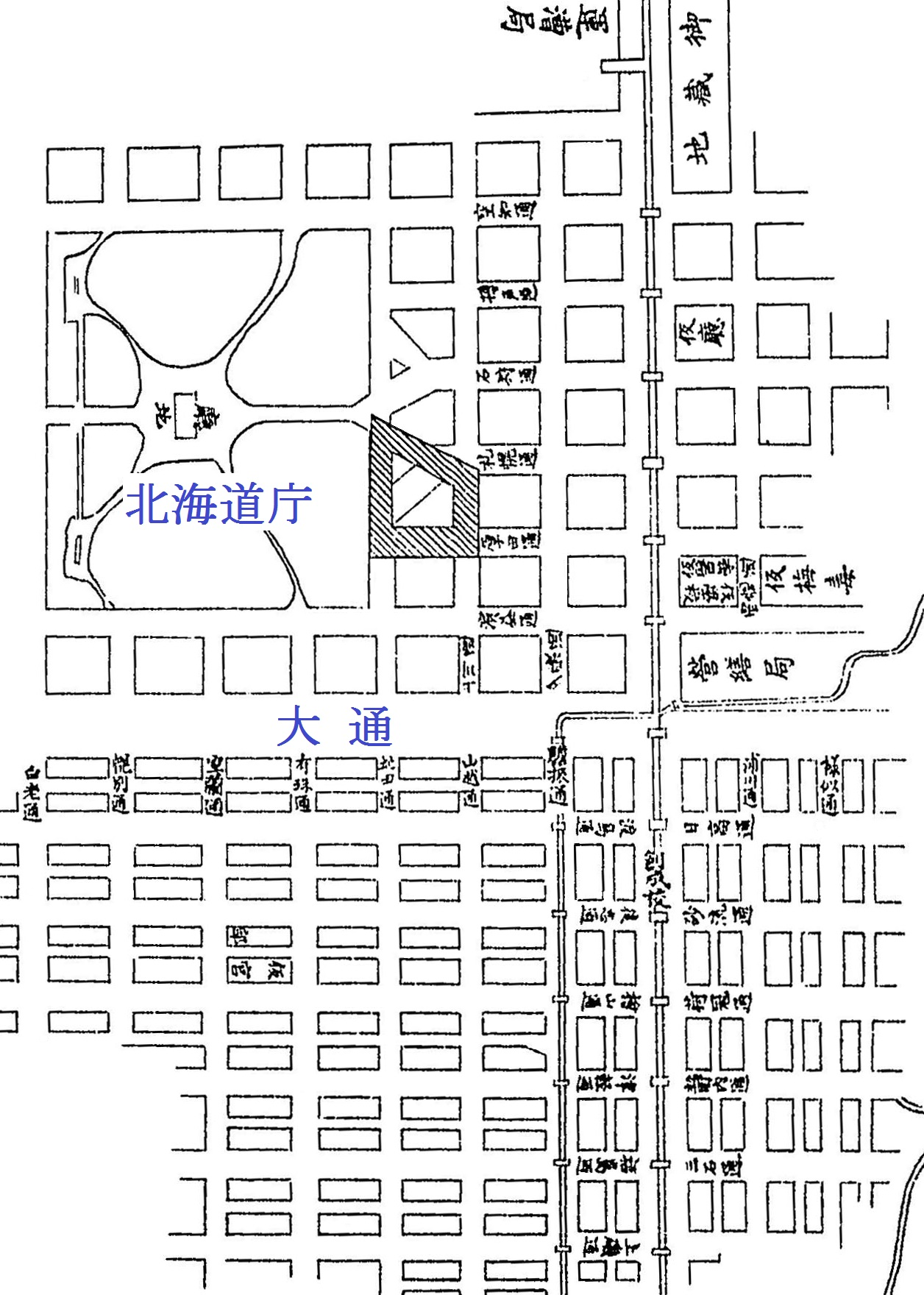
1875年（明治8年）の札幌本府周辺

1871年（明治4年）に定められた札幌本府の通り名は、当初北海道の国郡名が付けられていた。1881年（明治14年）の明治天皇巡幸の際に、○条○丁目で表される名称に改められた。旧名称と現名称は以下の通り。
| 旧名称     | 現名称         |
| ---------- | -------------- |
| 南後志通   | 大通（南大通） |
| 北後志通   | 大通（北大通） |
| 渡島通     | 南1条（西部）  |
| 日高通     | 南1条（東部）  |
| 爾志通     | 南2条（西部）  |
| 沙流通     | 南2条（東部）  |
| 檜山通     | 南3条（西部）  |
| 新冠通     | 南3条（東部）  |
| 津軽通     | 南4条（西部）  |
| 静内通     | 南4条（東部）  |
| 福島通     | 南5条（西部）  |
| 三石通     | 南5条（東部）  |
| 上磯通     | 南6条          |
| 本願寺前通 | 南7条          |
| 浜益通     | 北1条          |
| 厚田通     | 北2条          |
| 札幌通     | 北3条          |
| 石狩通     | 北4条          |
| 樺戸通     | 北5条          |
| 空知通     | 北6条          |

| 旧名称   | 現名称          |
| -------- | --------------- |
| 西創成通 | 西1丁目         |
| 胆振通   | 西2丁目（南部） |
| 夕張通   | 西2丁目（北部） |
| 山越通   | 西3丁目（南部） |
| 上川通   | 西3丁目（北部） |
| 虻田通   | 西4丁目（南部） |
| 小樽通   | 西4丁目（北部） |
| 有珠通   | 西5丁目         |
| 室蘭通   | 西6丁目         |
| 幌別通   | 西7丁目         |
| 白老通   | 西8丁目         |
| 勇払通   | 西9丁目         |
| 千歳通   | 西10丁目        |
| 岩内通   | 西11丁目        |
| 東創成通 | 東1丁目         |
| 浦河通   | 東2丁目（南部） |
| 雨龍通   | 東2丁目（北部） |
| 様似通   | 東3丁目         |
| 幌泉通   | 東4丁目         |

## 都市計画道路

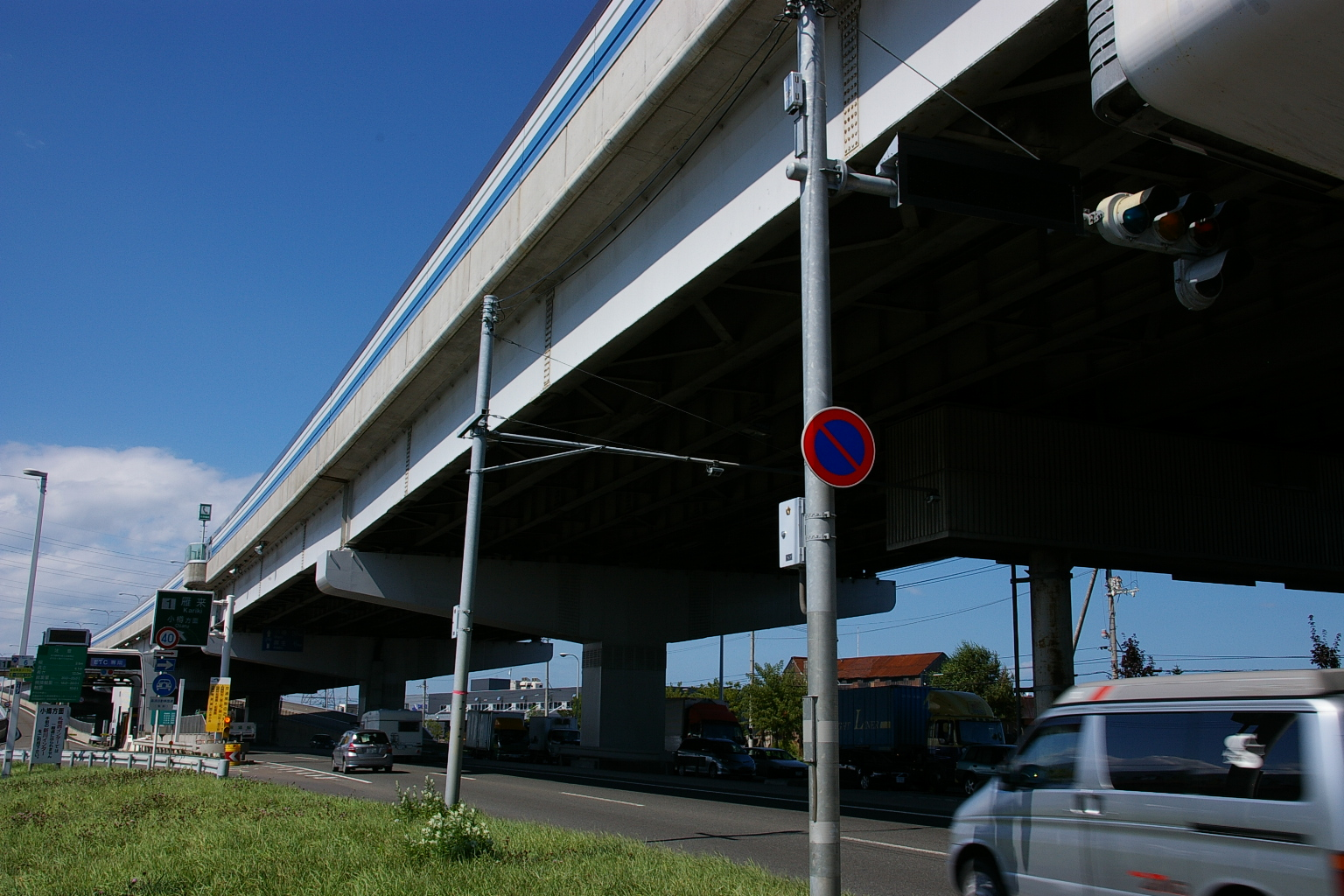
国道274号（札幌新道）。高架部は札樽自動車道（2008年9月）

札幌市では、1936年（昭和11年）に旧都市計画法に基づく最初の都市計画決定が行われ、現在の都市計画道路網の骨格は都市計画法の改正に伴い1973年（昭和48年）に都市計画決定された。
札幌市の都市計画道路の改良率は2008年度（平成20年度）で91%に達しており、政令指定都市の中で最高水準である。

### 道路交通基盤の変遷
1バイパス1環状5放射道路（1965年）
- 1バイパス：札幌新道
- 1環状：環状通
- 5放射：北1条宮の沢通、厚別通、南郷通、羊ケ丘通、創成川通

2バイパス2環状13放射道路（1988年 第3次札幌市長期総合計画）
- 2バイパス：札幌新道、道央新道
- 2環状：環状通、札幌外環状道路
- 13放射：北1条宮の沢通、国道5号、新川通、国道231号、伏古拓北通、国道275号、厚別通、国道12号、南郷通、国道274号、国道36号、羊ケ丘通、国道230号

2連携1環状1バイパス11放射道路（2000年 第4次札幌市長期総合計画）
- 2連携：道央圏連絡道路、道道札幌北広島環状線
- 1環状：環状通
- 1バイパス：札幌新道
- 11放射：北1条宮の沢通・国道5号、国道5号・国道231号、新川通、国道275号、伏古拓北通・札幌当別線、国道12号、厚別通、国道36号、南郷通・平和通・国道274号、羊ケ丘通、国道230号

2高速3連携2環状13放射道路（2010年 道央都市圏の都市交通マスタープラン）
- 2高速：北海道縦貫自動車道、北海道横断自動車道
- 3連携：道央圏連絡道路、札幌圏連携道路、南回り連携道路
- 2環状：環状通、外環状道路
- 13放射：北1条宮の沢通・国道5号、国道5号・国道231号、新川通、国道275号、伏古拓北通・札幌当別線、国道12号、厚別通、国道36号、南郷通・平和通・国道274号、羊ケ丘通、国道453号、国道230号、豊平川通

### 主要幹線道路（2高速3連携2環状13放射道路）一覧
「札幌市の都市交通データ 道路」参照。
|      | 名称                         | 都市計画道路名                                                                                   | 区間 | 備考                                                                                       |
| ---- | ---------------------------- | ------------------------------------------------------------------------------------------------ | --- | ------------------------------------------------------------------------------------------ |
| 高速 | 北海道縦貫自動車道           | 道央自動車道                                                                                     | 市界（北広島方面～札幌） | 均一料金区間                                                                               |
| 高速 | 北海道横断自動車道           | 札樽自動車道                                                                                     | 札幌西～札幌 | 均一料金区間                                                                               |
| 連携 | 道央圏連絡道路 （国道337号） | 道央新道                                                                                         | 市界（小樽方面）〜市界（石狩方面） 市界（石狩方面）〜市界（当別方面） |                                                                                            |
| 連携 | 札幌圏連絡道路               | 追分通 花川通 屯田茨戸通 茨戸福移通                                                              | 北5条手稲通〜花川通 追分通〜屯田茨戸通 花川通〜創成川通 創成川通〜伏古拓北通 |                                                                                            |
| 連携 | 南回り連携道路               | 定山渓大橋通 定山渓通 石山通 平岸通 真駒内通                                                     | 小樽定山渓線〜定山渓通 定山渓大橋通〜起点（定山渓温泉東2丁目） 簾舞西循環通〜平岸通 石山通〜真駒内通 平岸通〜終点（常盤） |                                                                                            |
| 環状 | 内環状道路                   | 環状通 創成川通                                                                                  | 創成川通〜創成川通 環状通〜環状通 | 東区区間の中央分離帯にはクロマツ並木があり、豊平区平岸区間の中央分離帯にはリンゴ並木がある |
| 環状 | 外環状道路                   | 札幌新道 厚別東通 羊ケ丘通 福住桑園通 水源池通 五輪通 手稲左股通 山の手通 西野屯田通 北5条手稲通 | 北5条手稲通〜厚別東通 札幌新道〜羊ケ丘通 厚別東通〜福住桑園通 羊ケ丘通〜水源池通 福住桑園通〜五輪通 水源池通〜終点（北ノ沢8丁目） 終点（福井10丁目）〜山の手通 手稲佐股通〜西野屯田通 山の手通〜北5条手稲通 西野屯田通〜札幌新道 |                                                                                            |
| 放射 | 北1条宮の沢通 国道5号        | 北1条宮の沢通 北5条手稲通                                                                        | 石山通〜北5条手稲通 北1条宮の沢通〜市界（小樽方面） |                                                                                            |
| 放射 | 創成川通 国道5号 国道231号   | 創成川通                                                                                         | 月寒通〜北1条雁来通 北1条雁来通〜札幌新道 札幌新道〜市界（石狩方面） |                                                                                            |
| 放射 | 石山通 新川通                | 石山通 新川通                                                                                    | 北1条宮の沢通〜環状通 環状通〜道央新道 |                                                                                            |
| 放射 | 国道275号                    | 北1条雁来通                                                                                      | 札幌江別通〜市界（江別方面） |                                                                                            |
| 放射 | 伏古拓北通 札幌当別線        | 伏古拓北通 道央新道                                                                              | 環状通〜道央新道 伏古拓北通〜市界（当別方面） |                                                                                            |
| 放射 | 国道12号                     | 北1条雁来通 札幌江別通                                                                           | 札幌駅前通〜札幌江別通 北1条雁来通〜市界（江別方面） |                                                                                            |
| 放射 | 厚別通                       | 厚別通                                                                                           | 環状通〜市界（江別方面） |                                                                                            |
| 放射 | 国道36号                     | 札幌駅前通 月寒通                                                                                | 北1条雁来通〜月寒通 札幌駅前通〜市界（北広島方面） | 大通公園〜すすきの交差点区間は四番街となっている                                           |
| 放射 | 南郷通 平和通 国道274号      | 南郷通 平和通                                                                                    | 北1条雁来通〜平和通 南郷通〜厚別滝野公園通 厚別滝野公園通〜市界（北広島方面） | 南郷通の地下には札幌市営地下鉄東西線が走っている                                           |
| 放射 | 羊ケ丘通                     | 羊ケ丘通                                                                                         | 環状通〜市界（北広島方面） |                                                                                            |
| 放射 | 国道453号                    | 菊水旭山公園通 平岸通 中の島通 真駒内通                                                          | 月寒通〜平岸通 菊水旭山公園通〜国道453号 国道453号〜真駒内通 中の島通〜終点（常盤） |                                                                                            |
| 放射 | 国道230号                    | 北1条宮の沢通 石山通 定山渓通                                                                    | 札幌駅前通〜石山通 北1条宮の沢通〜簾舞西循環通 起点（定山渓温泉東2丁目）〜終点（定山渓温泉東4丁目） |                                                                                            |
| 放射 | 豊平川通                     | 豊平川右（左）岸通 豊平川通                                                                      | 札幌江別通〜南7条米里通 南7条米里通〜真駒内通 | 豊平川の堤防にある                                                                         |

### 幹線道路一覧
「札幌市の都市交通データ 道路」参照
- 創成川通
- 大通（大通公園）
- 北3条通[21]
- 札幌駅前通[20]
- 北5条手稲通
- 西5丁目樽川通
- 西7丁目通
- 北8条通
- 菊水旭山公園通
- 環状通
- 石山通[19]
- 札幌江別通
- 北13条北郷通
- 米里行啓通
- 福住桑園通
- 三角点通
- 苗穂通
- 北18条通
- 桑園発寒通
- 西20丁目通
- 鉄工団地通
- 北1条宮の沢通
- 北1条雁来通
- 二十四軒手稲通
- 西25丁目通
- 山の手通
- 東15丁目屯田通
- 東8丁目篠路通
- ほしみ駅南通
- 北2条通
- 南1条通
- 豊水通
- 東3丁目通
- 豊平川左岸通
- 豊平川右岸通
- 月寒通
- 南7条米里通
- 平和通
- 南郷通
- 東さっぽろ3条通
- 東北通
- 豊園通
- 平岸通
- 中の島通
- 豊平川通
- 白石中の島通
- 札幌新道
- 下手稲通
- 新川通
- 新琴似2条通
- 新琴似駅前通
- ポプラ通
- 藻岩山麓通
- 宮の森北24条通
- 琴似栄町通
- 新琴似通
- 手稲左股通
- 手稲右股通
- 西野通
- 西野屯田通
- 追分通
- 富丘通
- 石狩手稲通
- 手稲駅前通
- 曙通
- 曲長通
- 星置通
- 伏古拓北通
- 篠路通
- 丘珠空港通
- 横新道
- ひまわり通
- 厚別通
- 北野通
- 羊ケ丘通
- 水源池通
- 白石藻岩通
- 向ヶ丘通
- 東月寒通
- 清田通
- 厚別川左岸通
- 厚別川右岸通
- 山本通
- 厚別停車場通
- ひばりが丘通
- 厚別西通
- 厚別中央通
- 厚別東通
- 厚別青葉通
- 原始林通
- もみじ台通
- 大谷地駅前通
- 澄川通
- 五輪通
- 真駒内通
- 定山渓通
- 定山渓大橋通
- 厚別東町通
- 厚別滝野公園通
- 光星通
- 東13丁目通
- 青葉平岡通
- 上野幌平岡通
- 東栄通
- 平岡中央通
- 上野幌里塚循環通
- 里塚東通
- 平岡循環通
- 里塚循環通
- 里塚南通
- 篠路拓北通
- 高架側道1号線
- 高架側道2号線
- 高架側道3号線
- 茨戸福移通
- 苗穂丘珠通
- 手稲駅北通
- 樽川通
- 稲積中央通
- 稲積西通
- あいの里学園通
- あいの里循環通
- あいの里北公園通
- あいの里中央通
- あいの里公園通
- あいの里東通
- 米里通
- 米里中央通
- 森林公園駅西通
- 森林公園駅東通
- 星置駅前通
- 新川公園通
- 新川第7横通
- 新川第8横通
- 伏籠川左岸通
- 稲山通
- 前田中央通
- 新川南通
- 前田中学東通
- 米里循環通
- 米里東通
- 米里流通通
- 北郷公園南通
- 月寒川西通
- 大学西通
- 篠路駅西通
- 屯田2番通
- 新琴似第5横通
- 中ノ沢南沢通
- 丘珠東通
- 苗穂中通
- 東苗穂11条通
- 東苗穂13条通
- 清田中央通
- 清田真栄通
- 桑園駅東通
- 琴似駅前通
- 川添通
- 藤野通
- 藤野川通
- 藤野1号通
- 篠路公園通
- 学田通
- 太平中央通
- 太平横8号通
- 太平東通
- 百合が原公園通
- 百合が原駅前通
- 中ノ沢中央通
- 藤野西通
- 西牧場第2号通
- 屯田4番通
- 北46条通
- 福住中央通
- 簾舞西循環通
- 中野街道通
- モエレ沼西通
- 北郷通
- 西宮の沢新発寒通
- 新発寒通
- 西宮の沢中央通
- 西宮の沢鉄道添通
- 西宮の沢4丁目通
- 屯田紅葉山通
- 屯田第2横通
- ほしみ駅前通
- 手稲山麓通
- 大野地第1中通
- さとらんど通
- 東雁来通
- 雁穂めぐみ通
- 雁穂みのり通
- 雁穂さかえ通
- ライラック通
- 東雁来工業団地通
- 篠路駅東通
- 新琴似3番通
- 新琴似6番通
- 新琴似第1横通
- 道央新道
- 伏籠川右岸通
- 茨戸川通
- 篠路川南通
- 東茨戸通
- 白石駅北通
- 東さっぽろ循環通
- 東さっぽろ5条通
- 東さっぽろ中央通
- 清田南通
- 屯田3番通
- 大曲通
- 厚別東通
- 興産社大野地通
- 花川通
- 新琴似屯田通
- 屯田茨戸通
- 山口東通
- 里塚緑ケ丘通
- 石山穴の沢通
- 石山藤野通

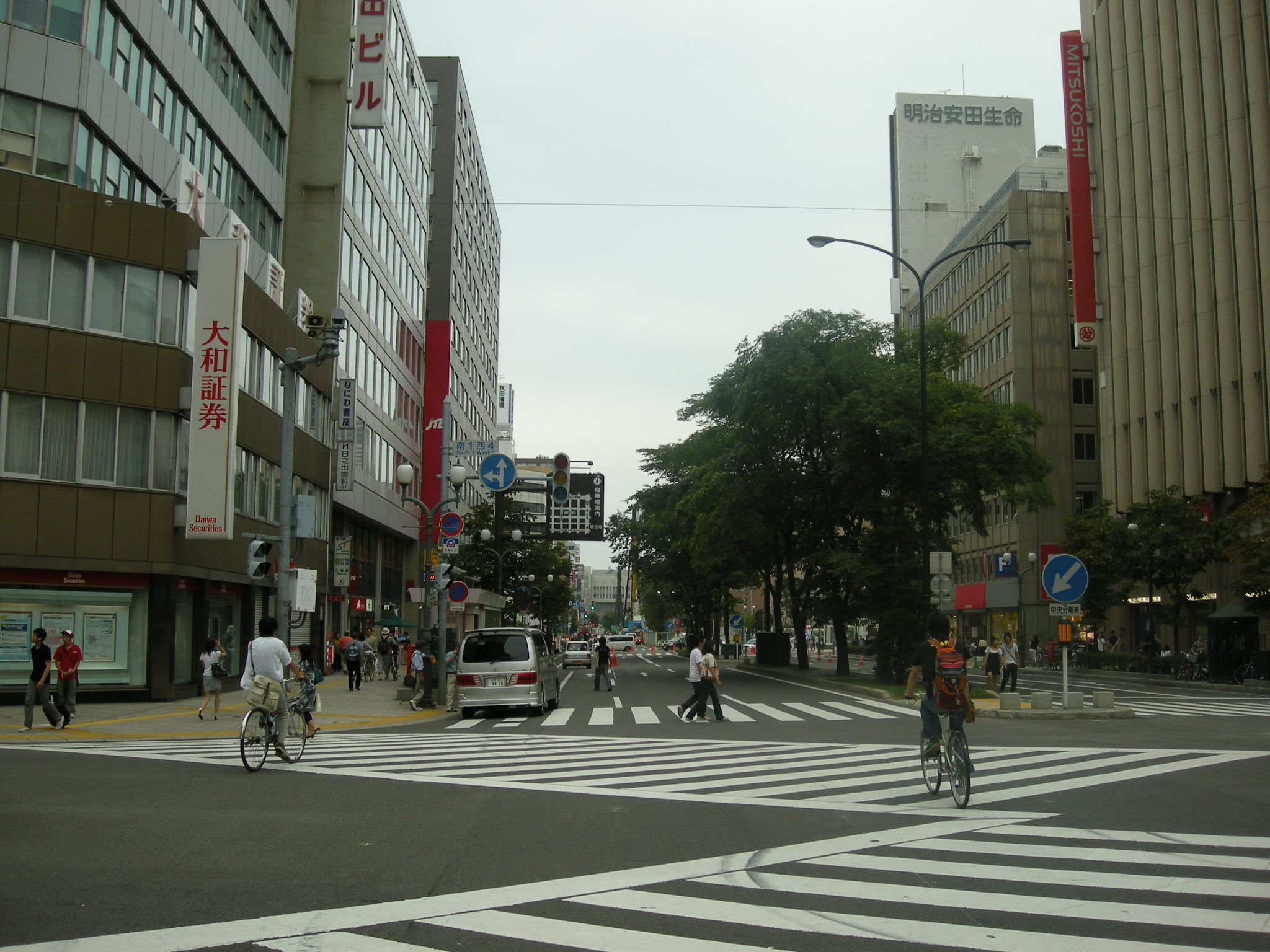
札幌駅前通（四番街）（2007年8月）
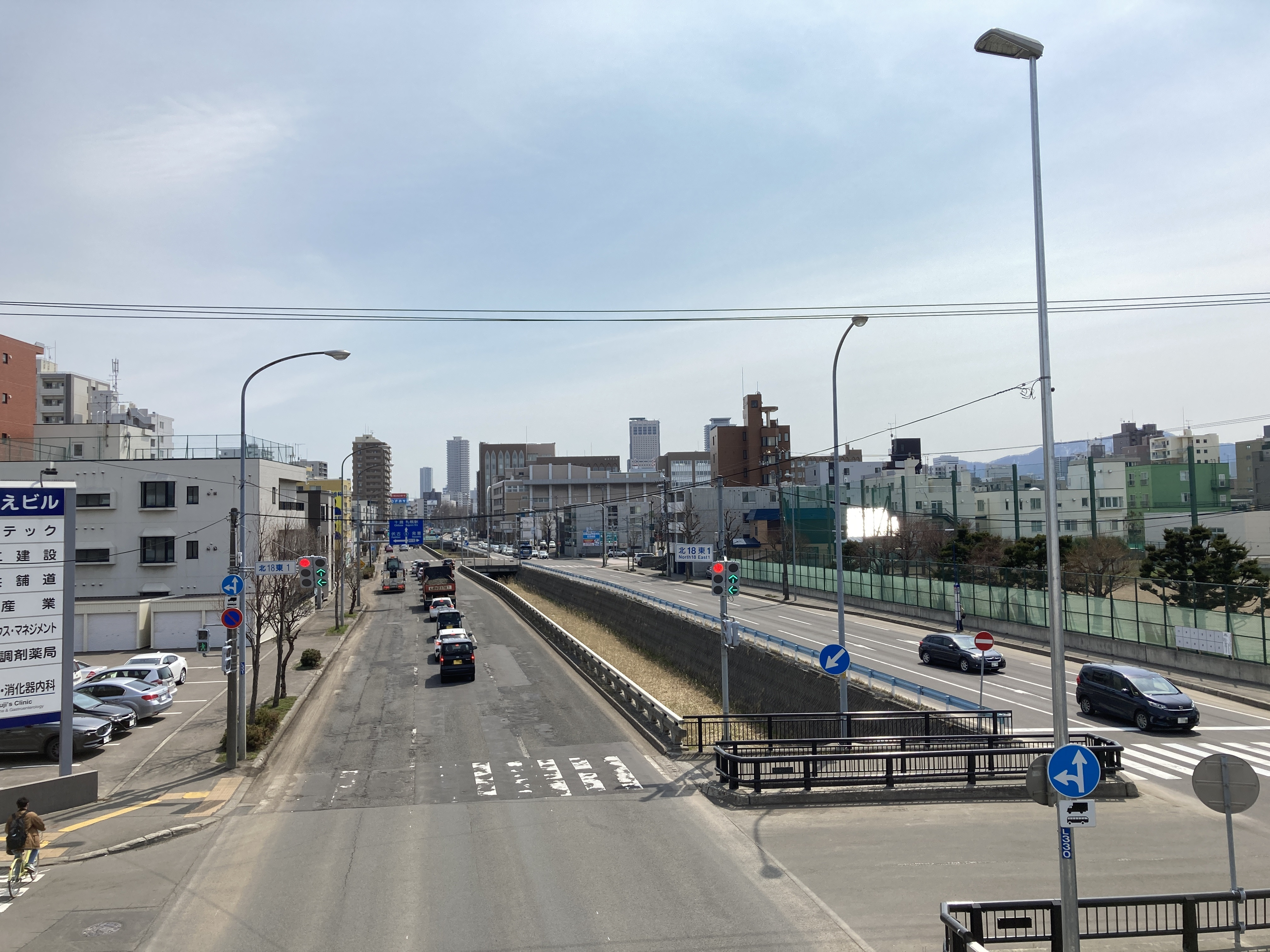
創成川通（2021年4月）
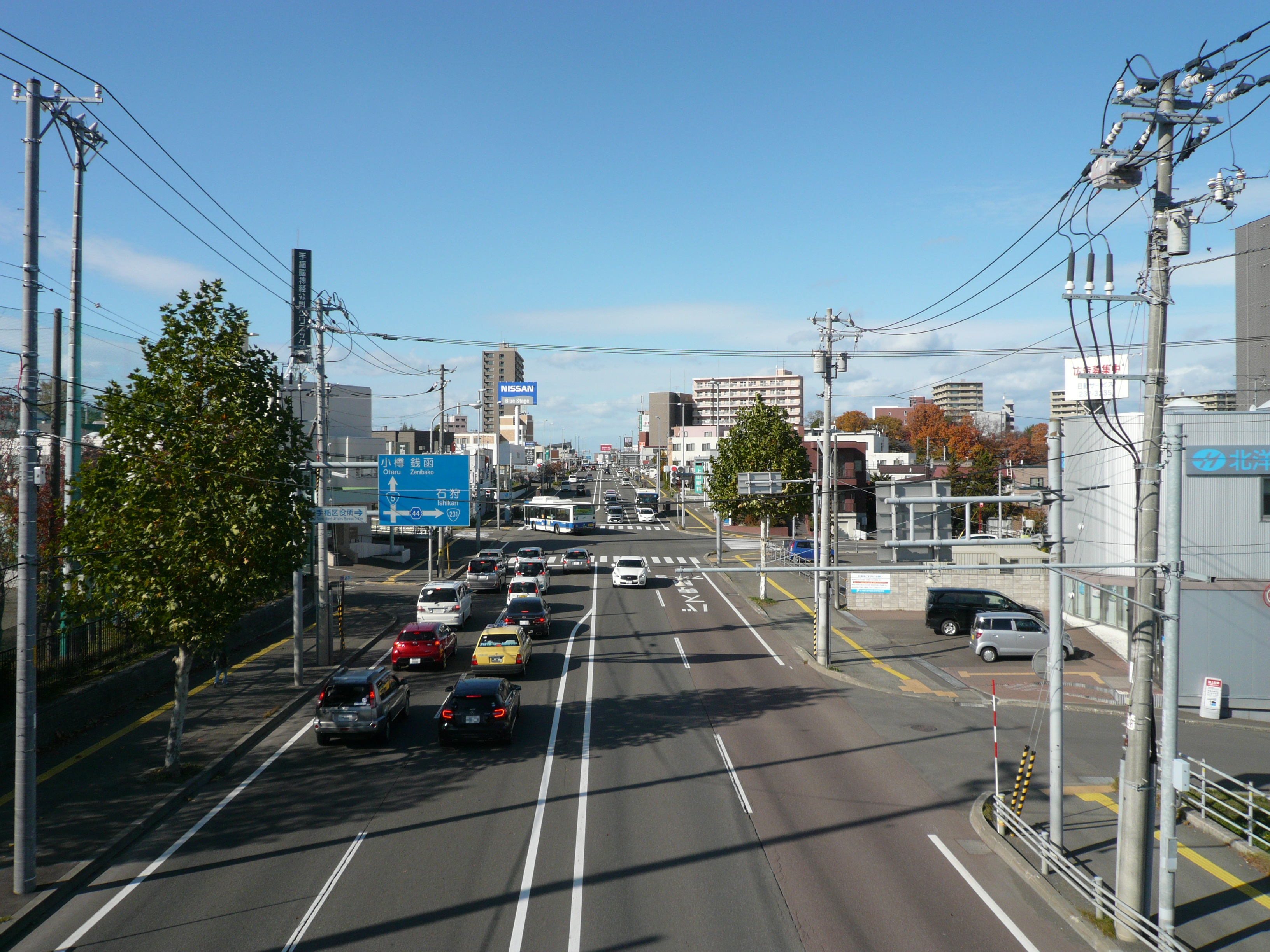
北5条手稲通（2019年11月）
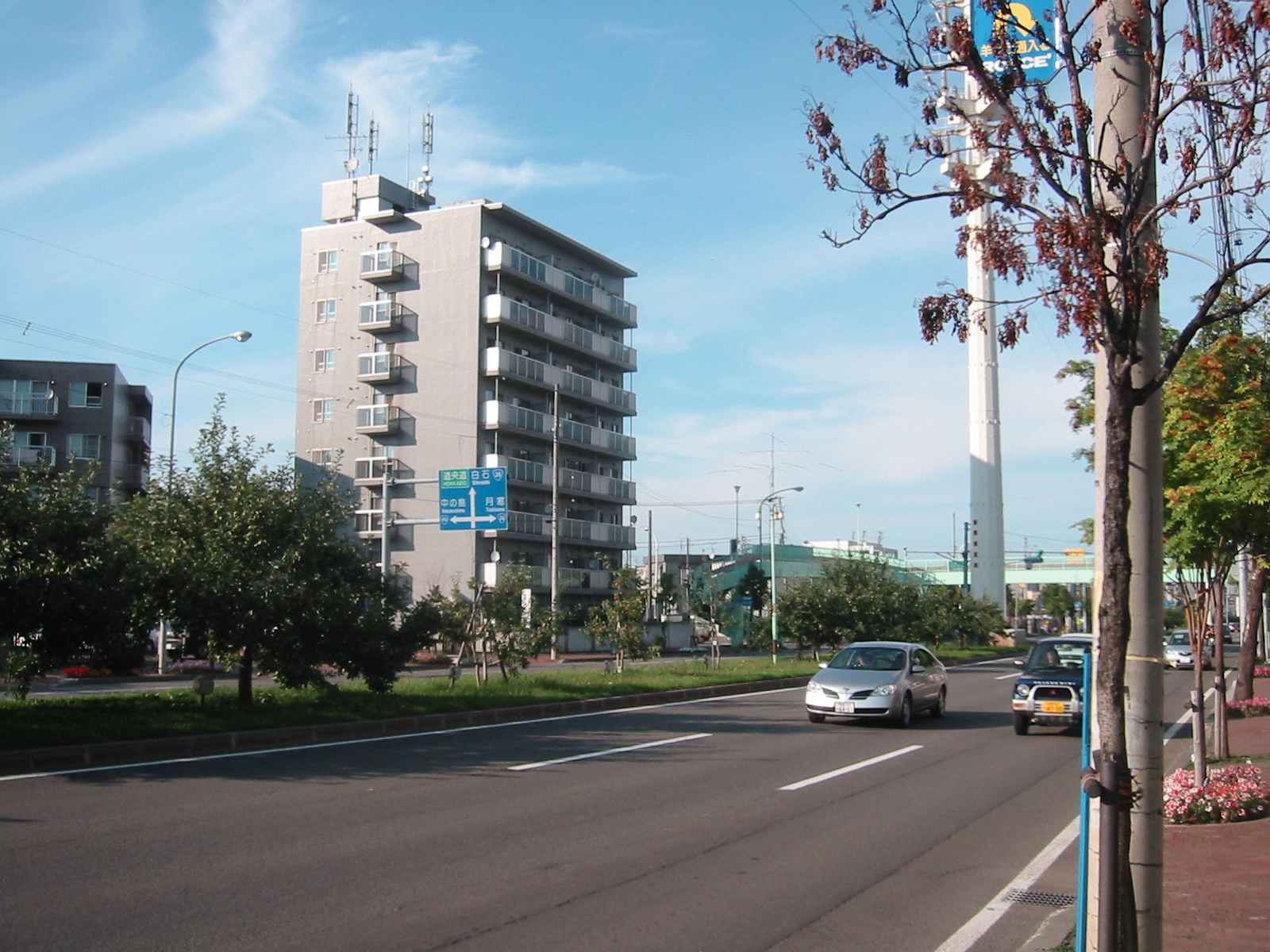
環状通（2007年8月）
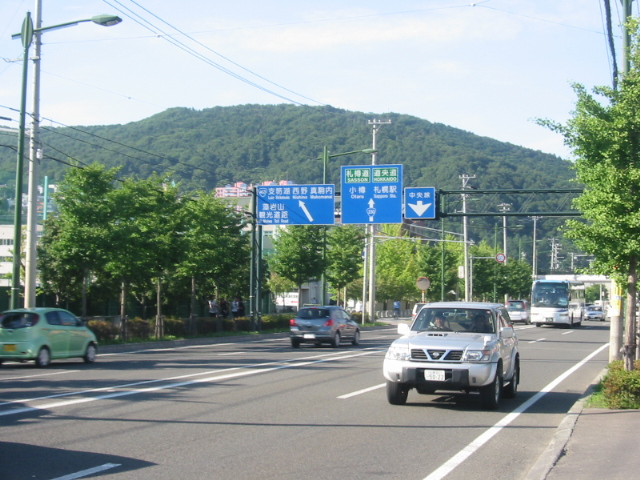
石山通（2007年8月）
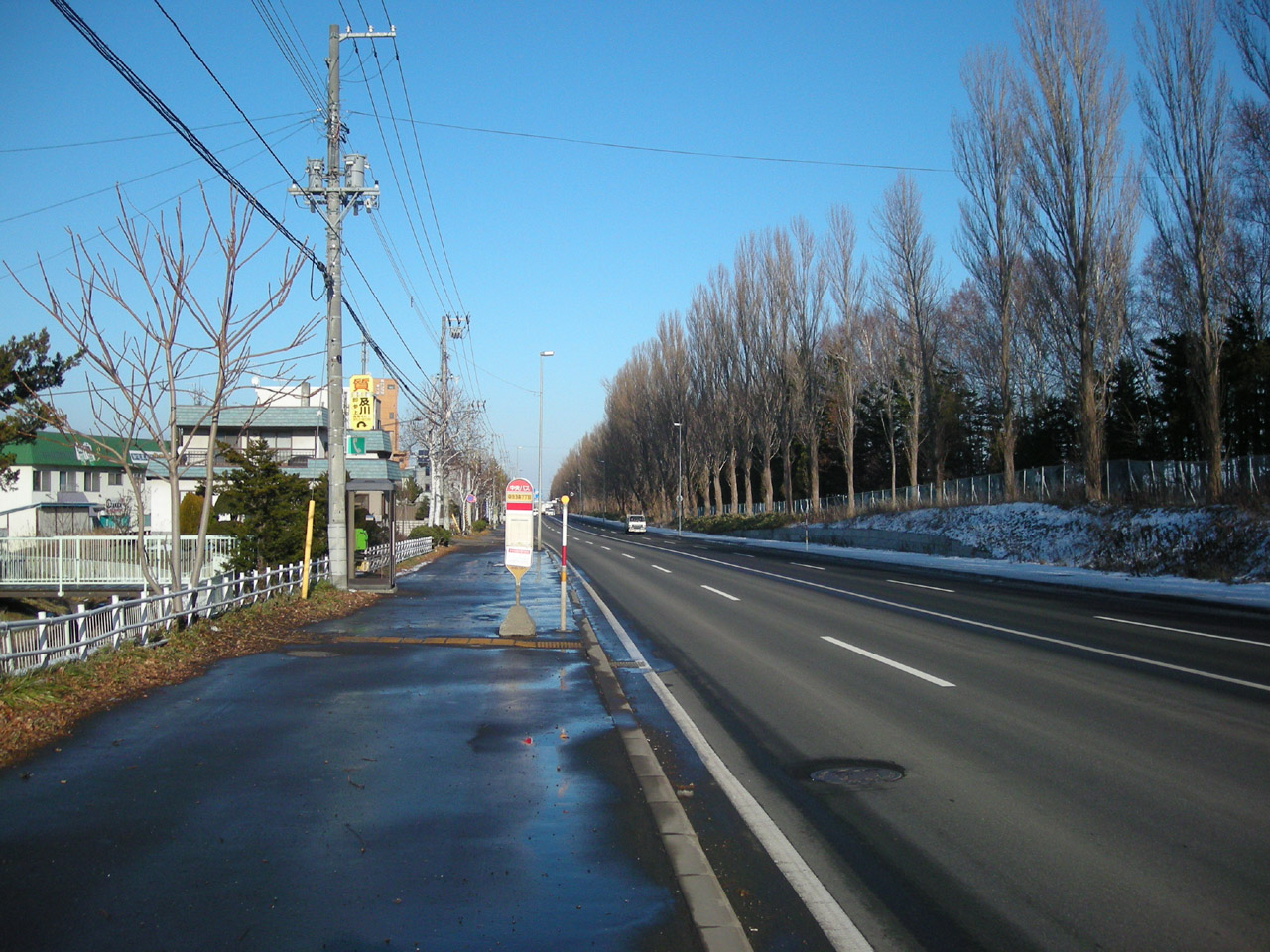
福住桑園通（2008年12月）
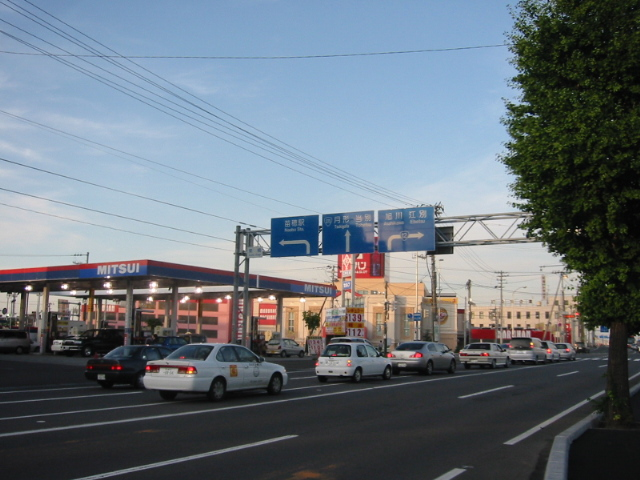
北1条雁来通（2007年8月）
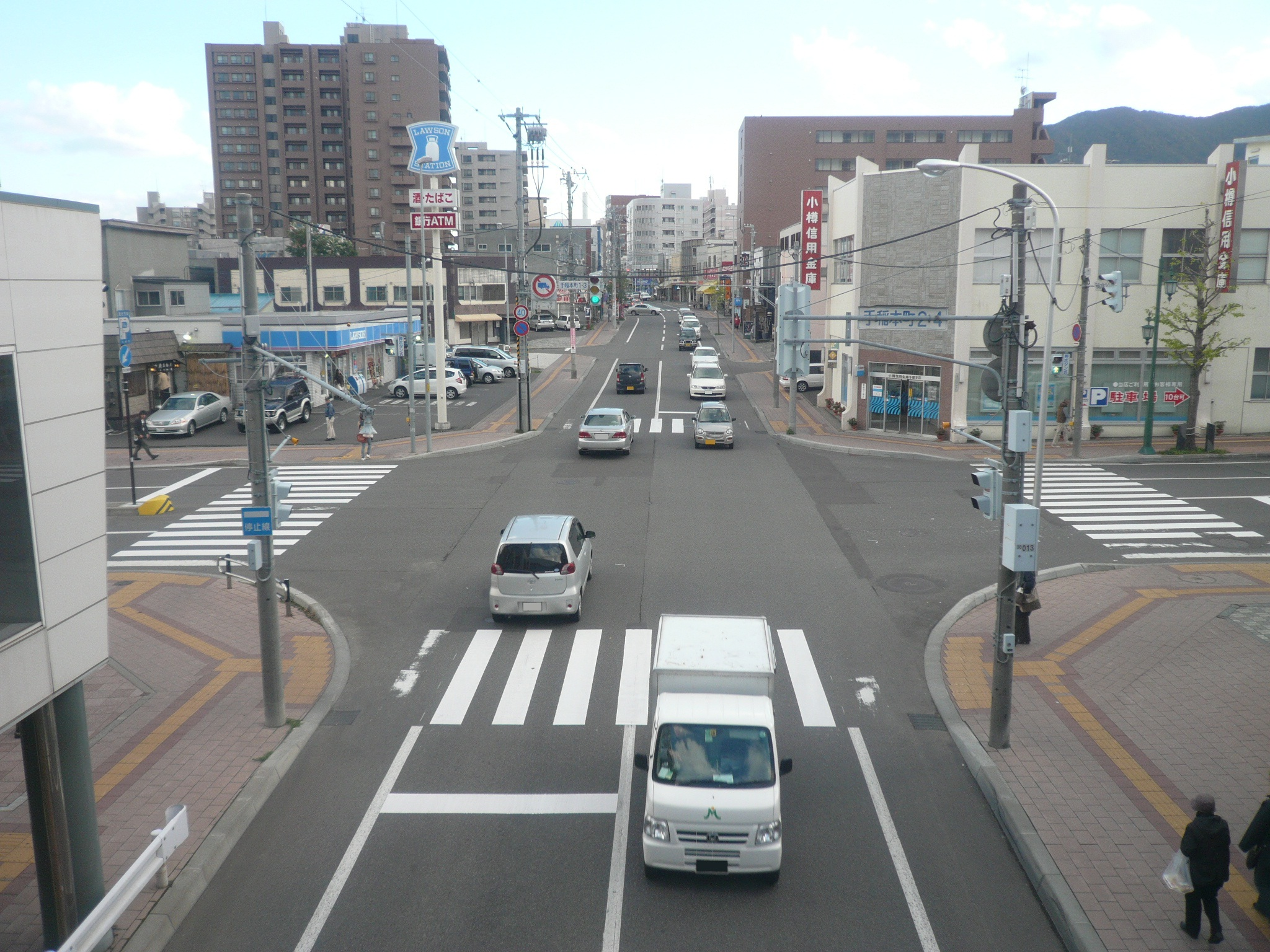
二十四軒手稲通（2012年10月）
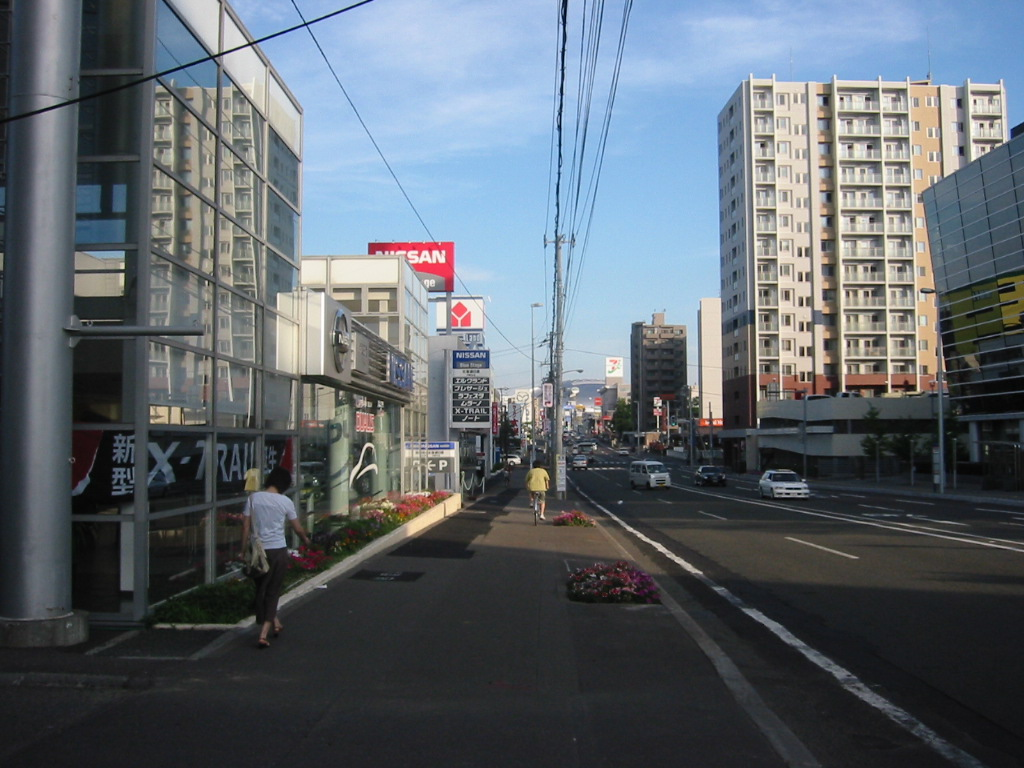
月寒通（2007年8月）
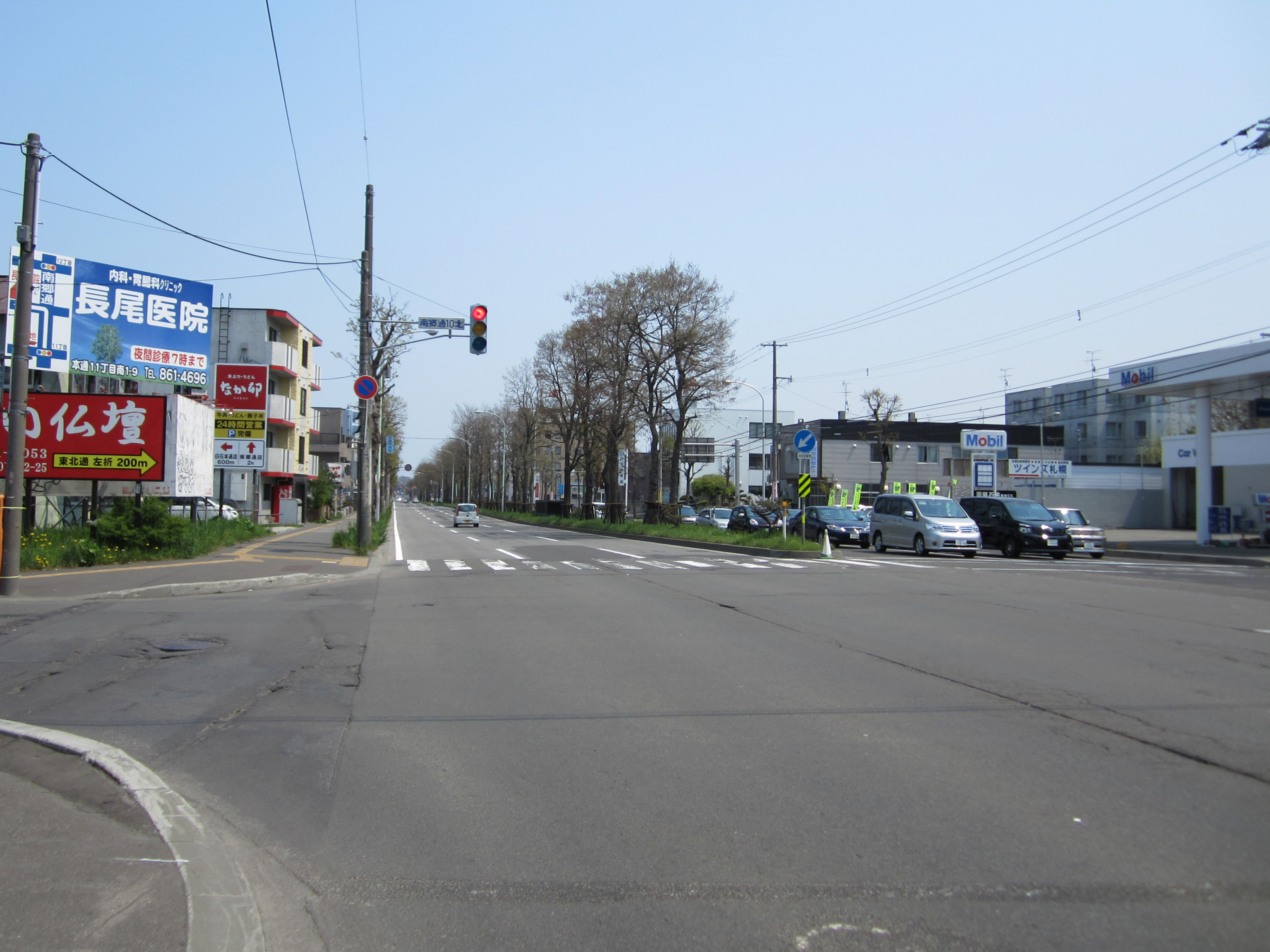
南郷通（2012年5月）
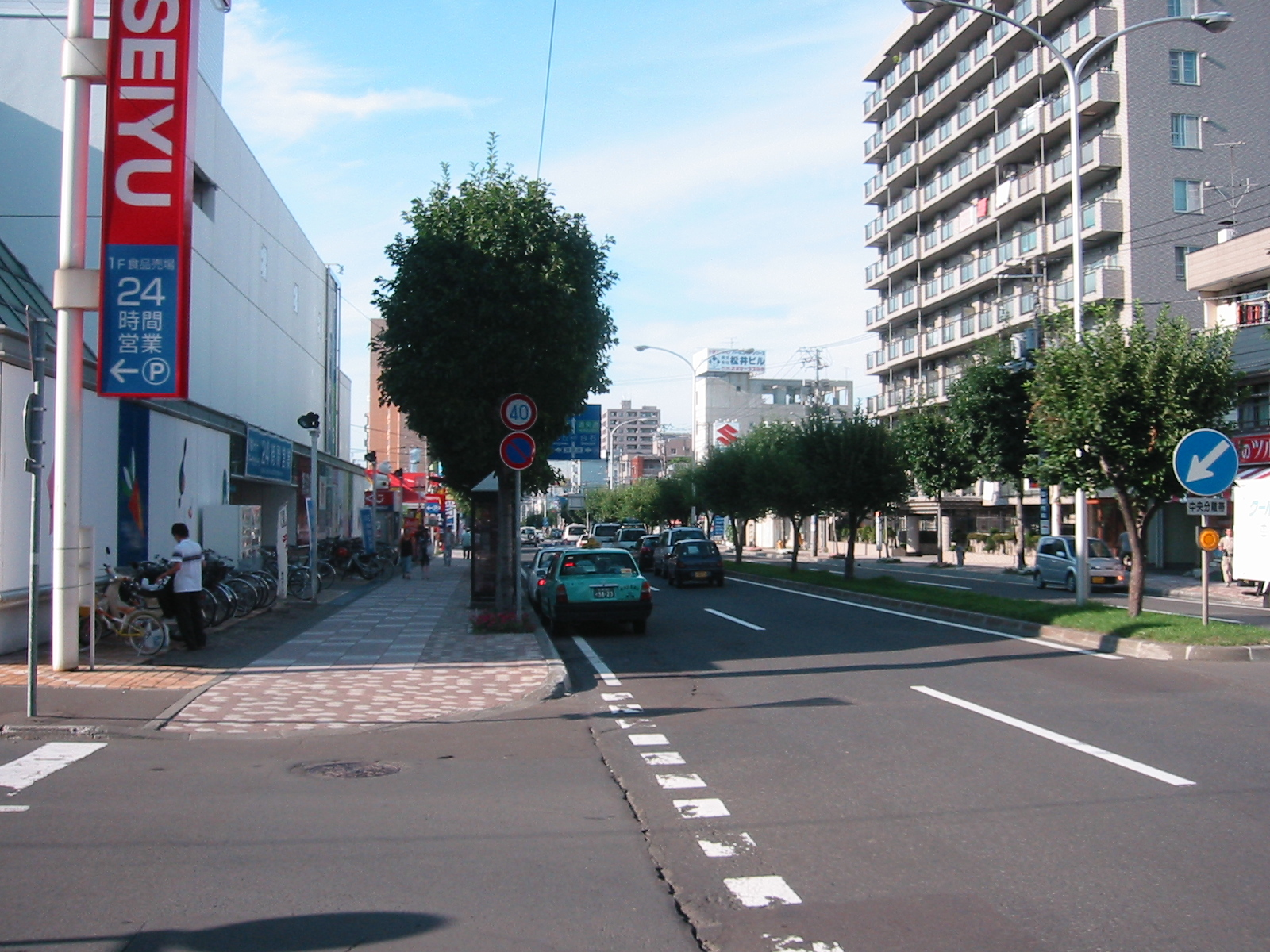
平岸通（2007年8月）
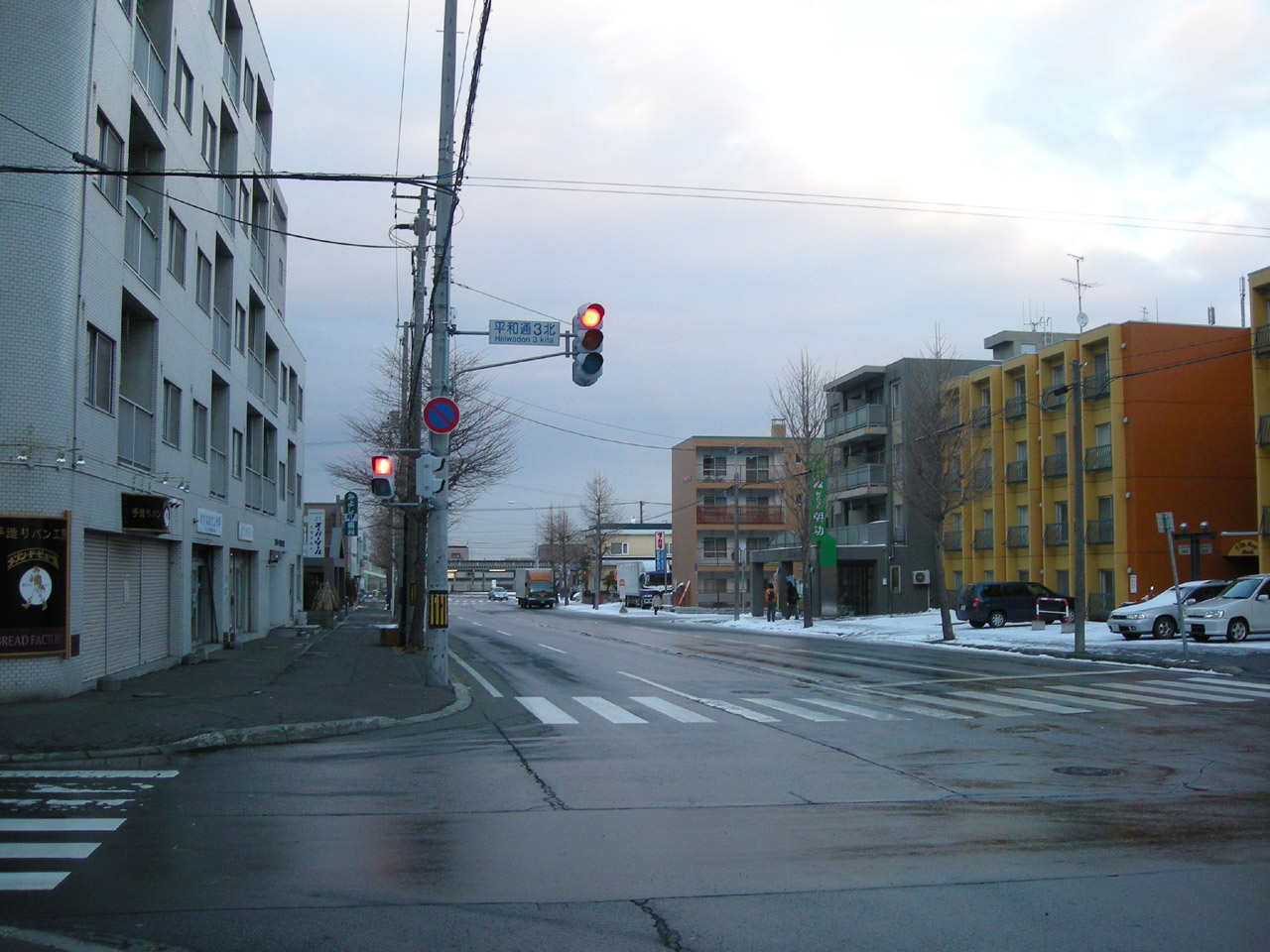
白石中の島通（2008年12月）
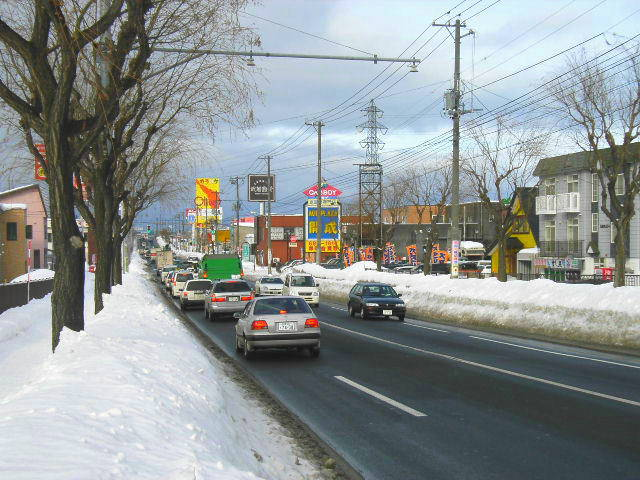
下手稲通（2005年1月）
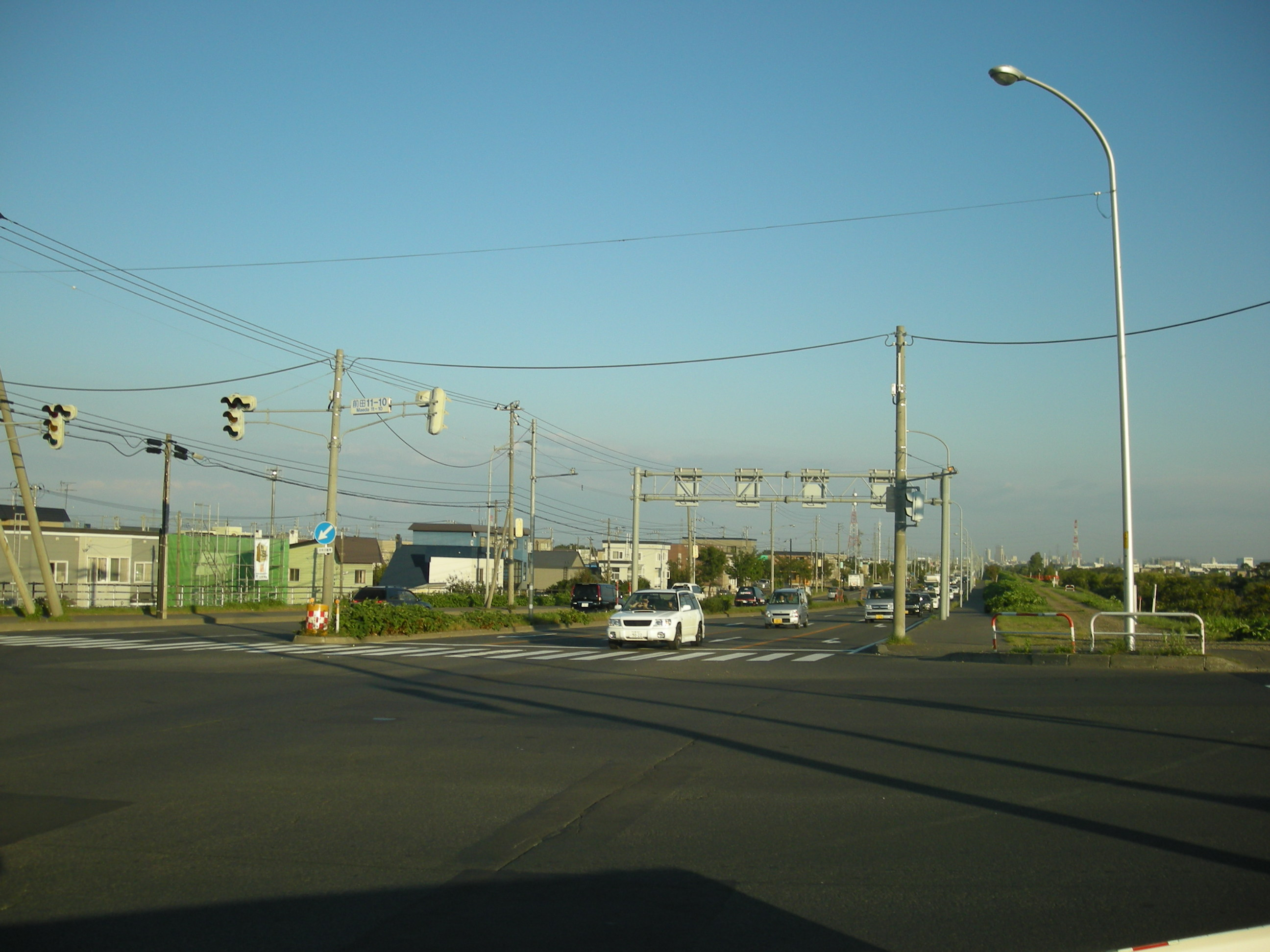
新川通（2007年9月）
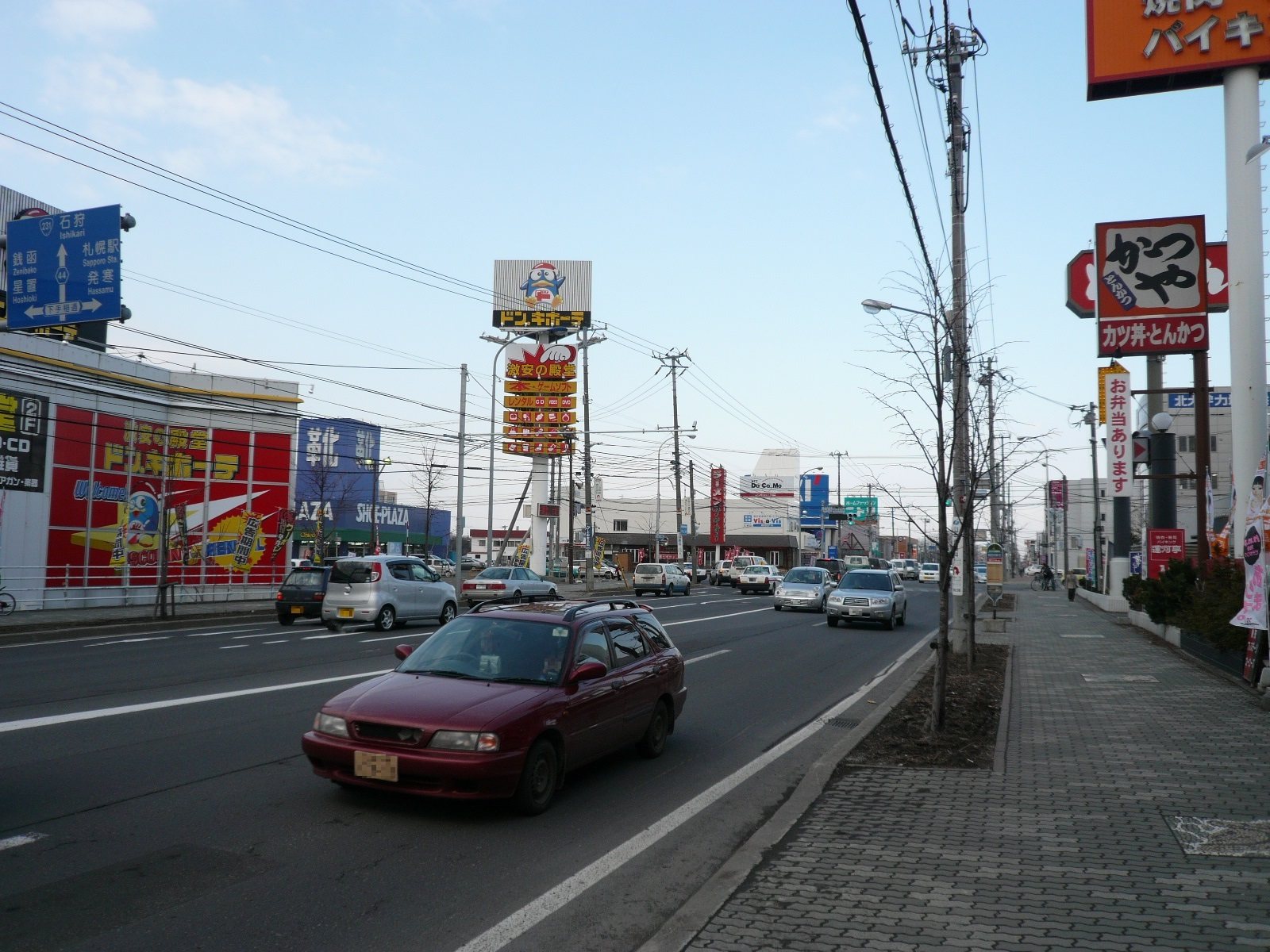
石狩手稲通（2008年3月）
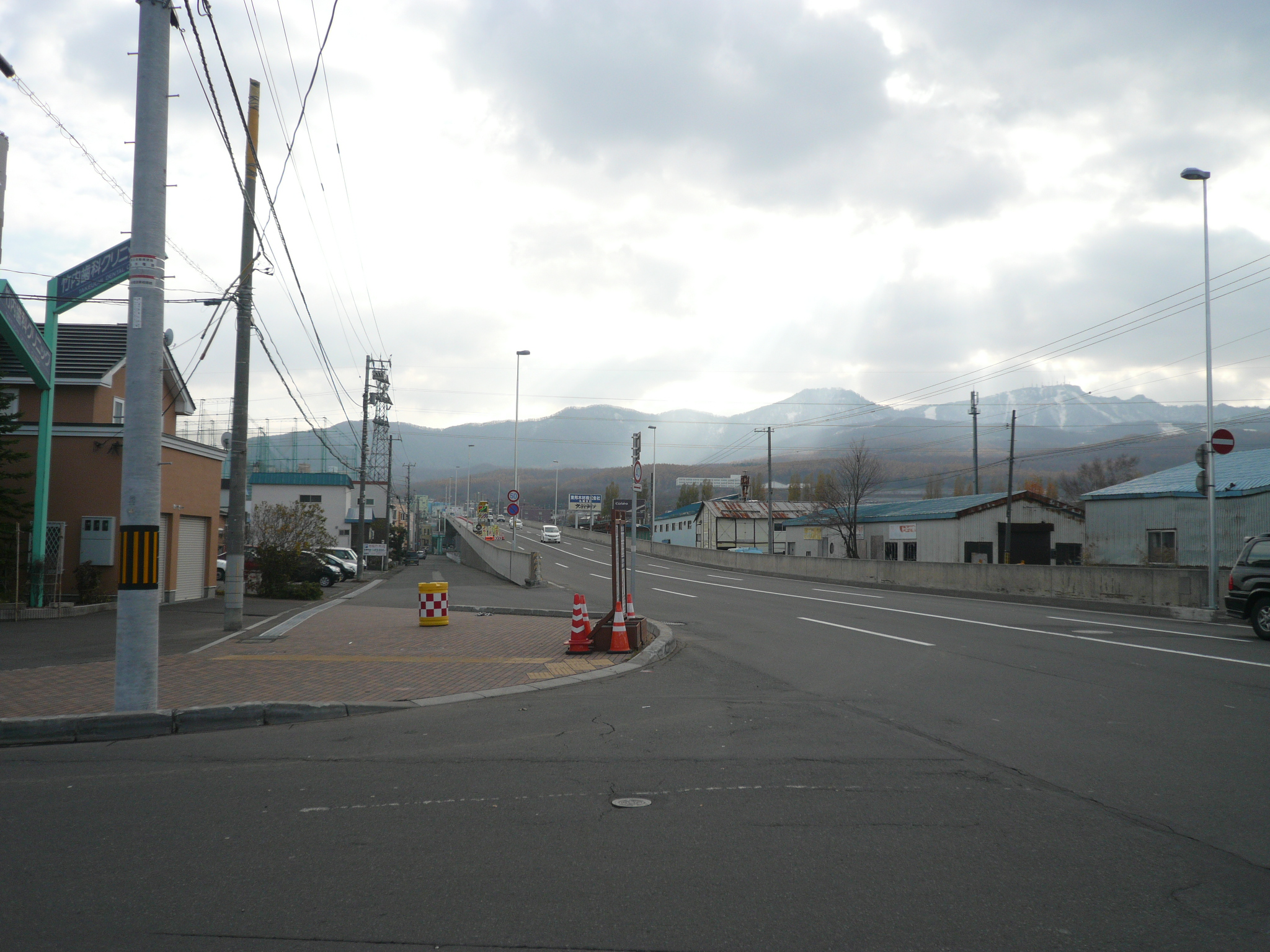
曙通（2013年11月）
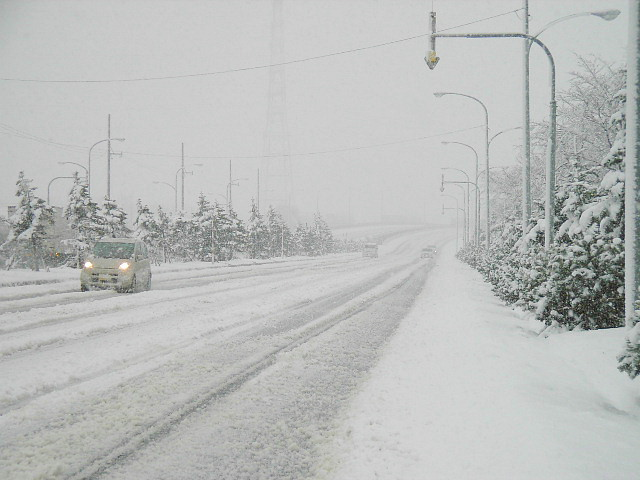
伏古拓北通（2004年12月）
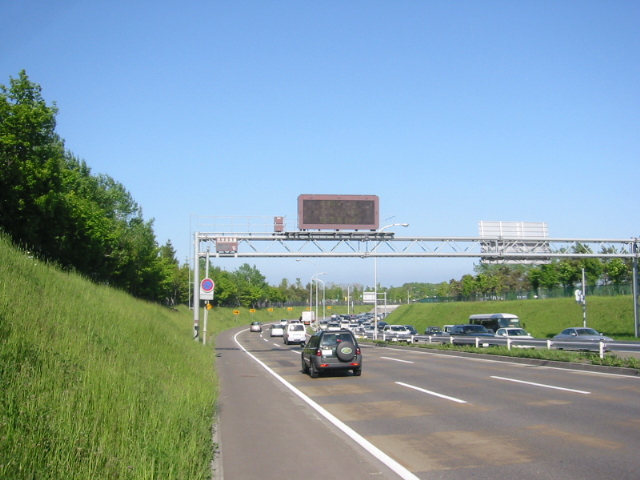
羊ケ丘通（2007年6月）
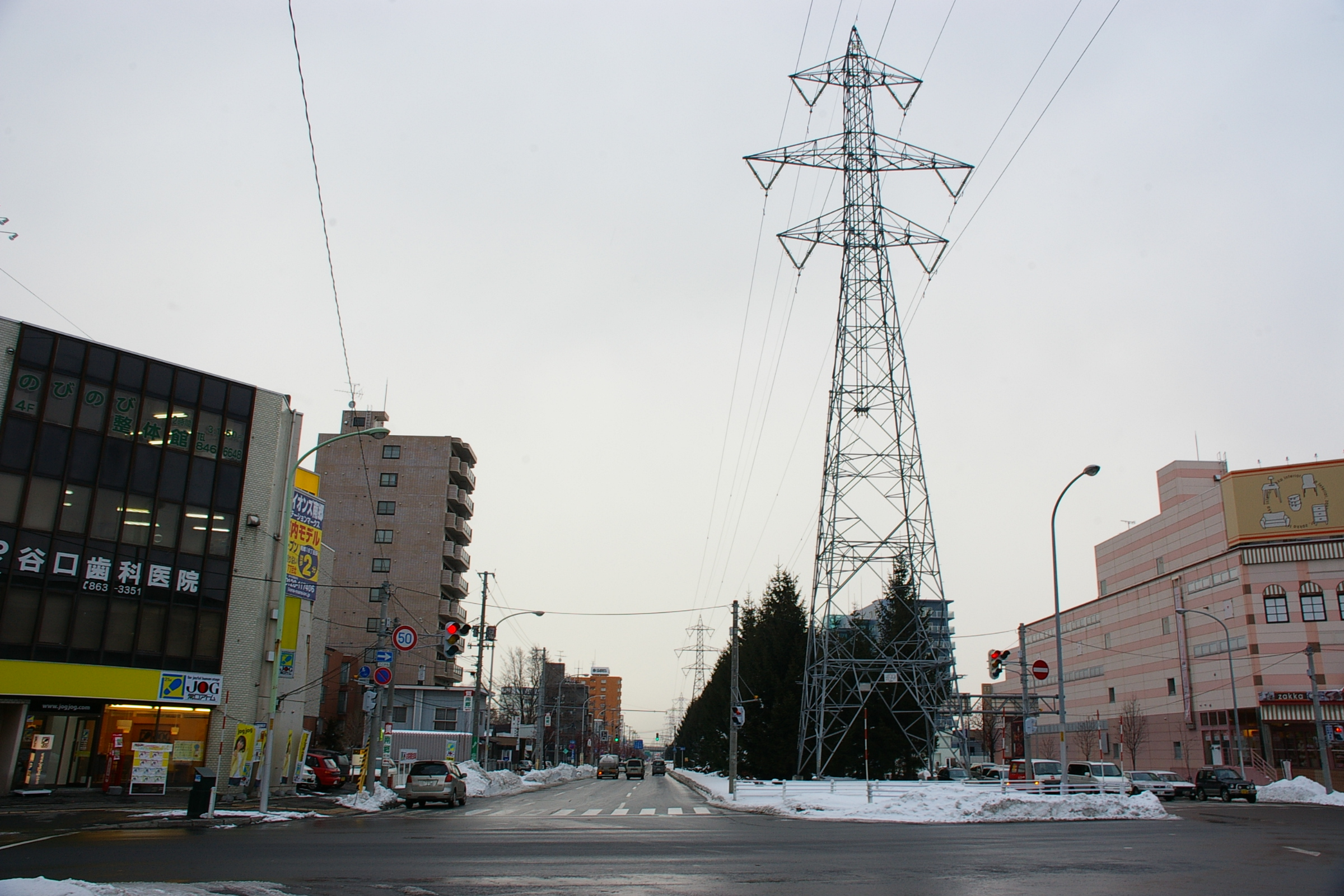
清田通（2008年1月）
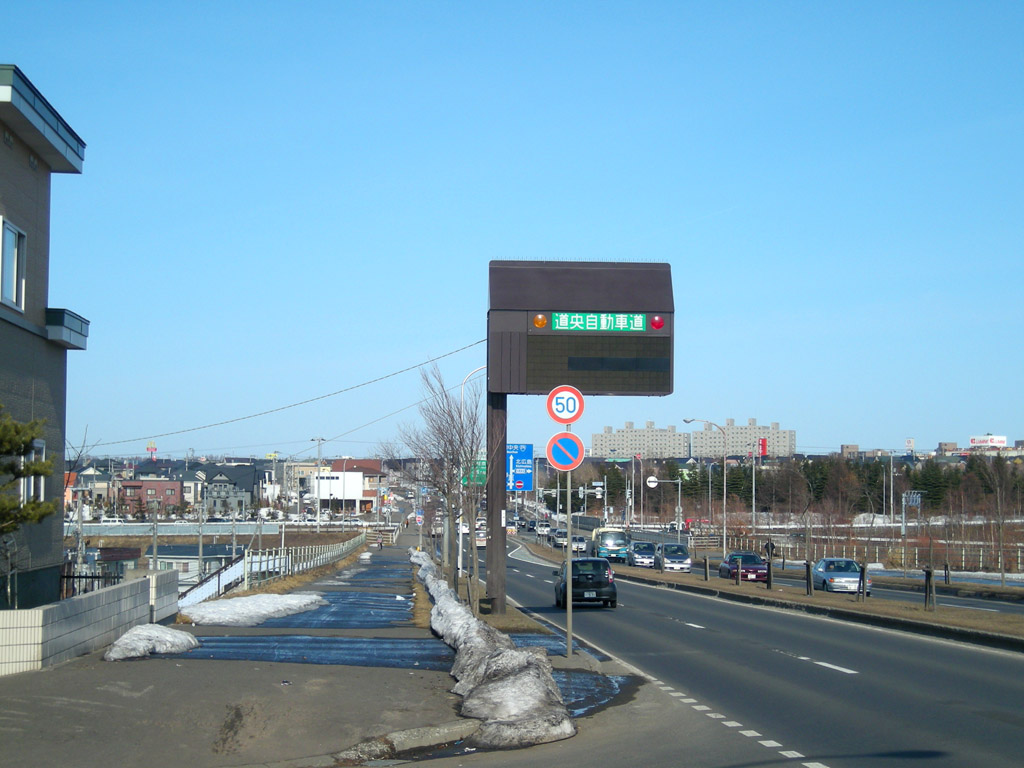
厚別中央通（2008年3月）
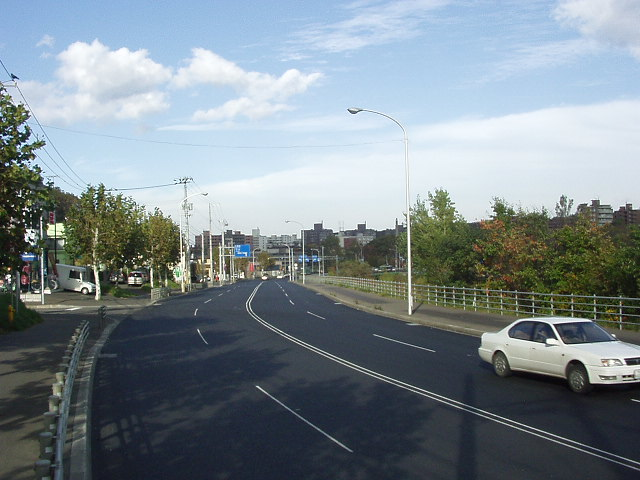
真駒内通（2004年10月）

### 歩行者専用道及び自転車専用道
「札幌市の都市交通データ 道路（2）」参照。
- 北4条通
- 月寒上野幌通
- 本郷通
- あいの里駅前緑道
- あいの里せせらぎ緑道
- 大学前緑道
- 鉄道沿西緑道
- ふれあい緑道
- あいの里北公園前緑道
- あいの里公園前緑道
- 鉄道沿中央緑道
- 鉄道沿東緑道
- あいの里東緑道
- 屯田緑道
- 手稲駅西緑道
- 屯田循環緑道
- 屯田川沿緑道
- 東雁来ふれあい緑道
- 雁来川わかば緑道
- 手稲駅前広場連絡歩道
- 白石駅前広場連絡歩道
- 東雁来やすらぎ緑道
- 苗穂駅前広場連絡歩道

### 地下歩道
「札幌市の都市交通データ 道路（2）」参照。
- 札幌駅前地下歩道
- 大通地下歩道
- 西2丁目地下歩道
- 西3丁目地下歩道
- 札幌駅前広場1号地下歩道
- 札幌駅前広場2号地下歩道
- 札幌駅前広場3号地下歩道
- 札幌駅前広場4号地下歩道
- 札幌駅前広場5号地下歩道
- 札幌駅前広場6号地下歩道
- 札幌駅北口1号地下歩道（札幌駅北口地下歩道）
- 札幌駅北口2号地下歩道（札幌駅北口地下歩道）
- 宮の沢地下歩道
- 札幌駅前広場7号地下歩道
- 札幌駅前通公共地下歩道（札幌駅前通地下歩行空間）
- 北一条地下駐車場公共地下歩道

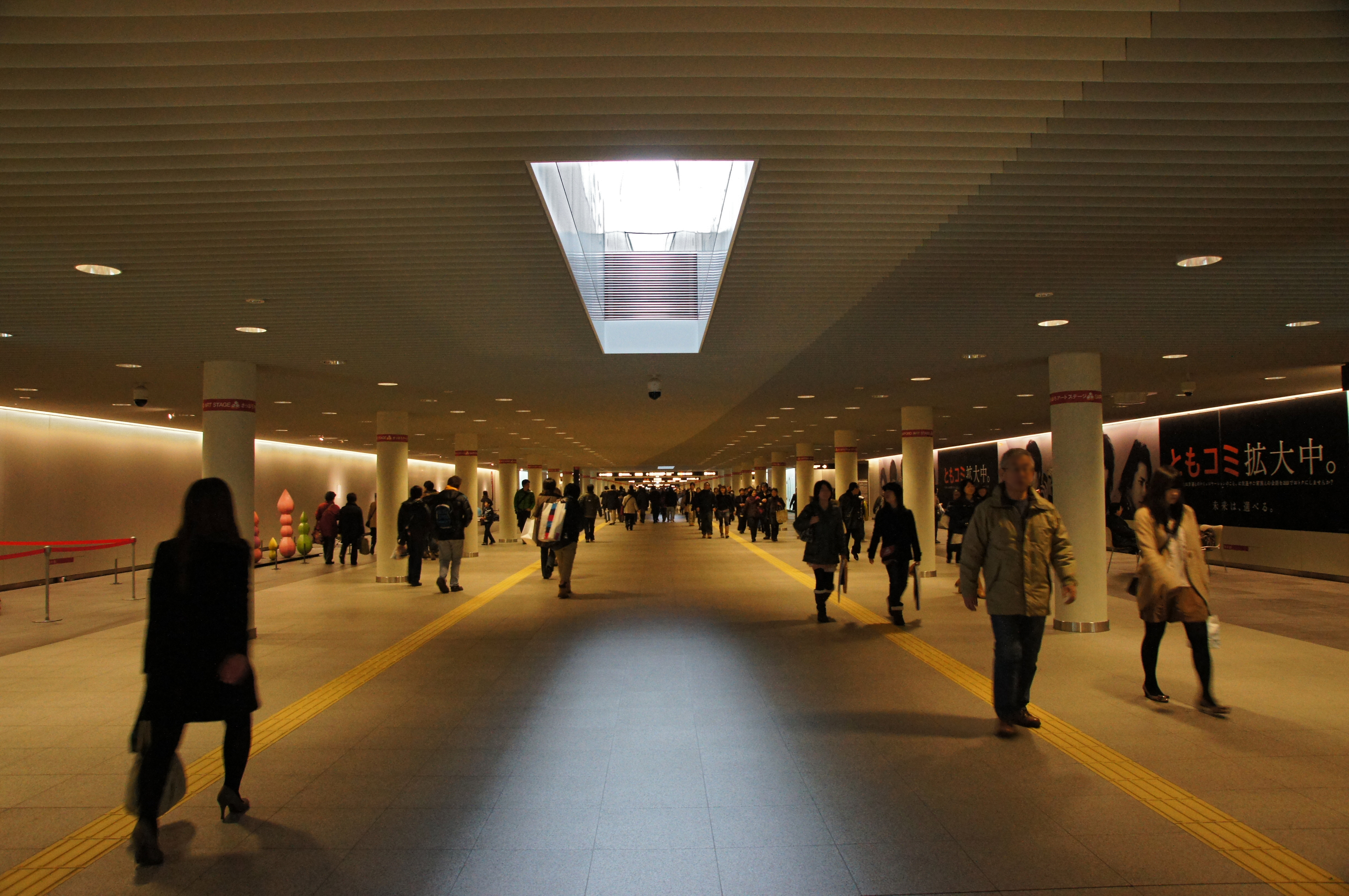
札幌駅前通地下歩行空間（2011年11月）
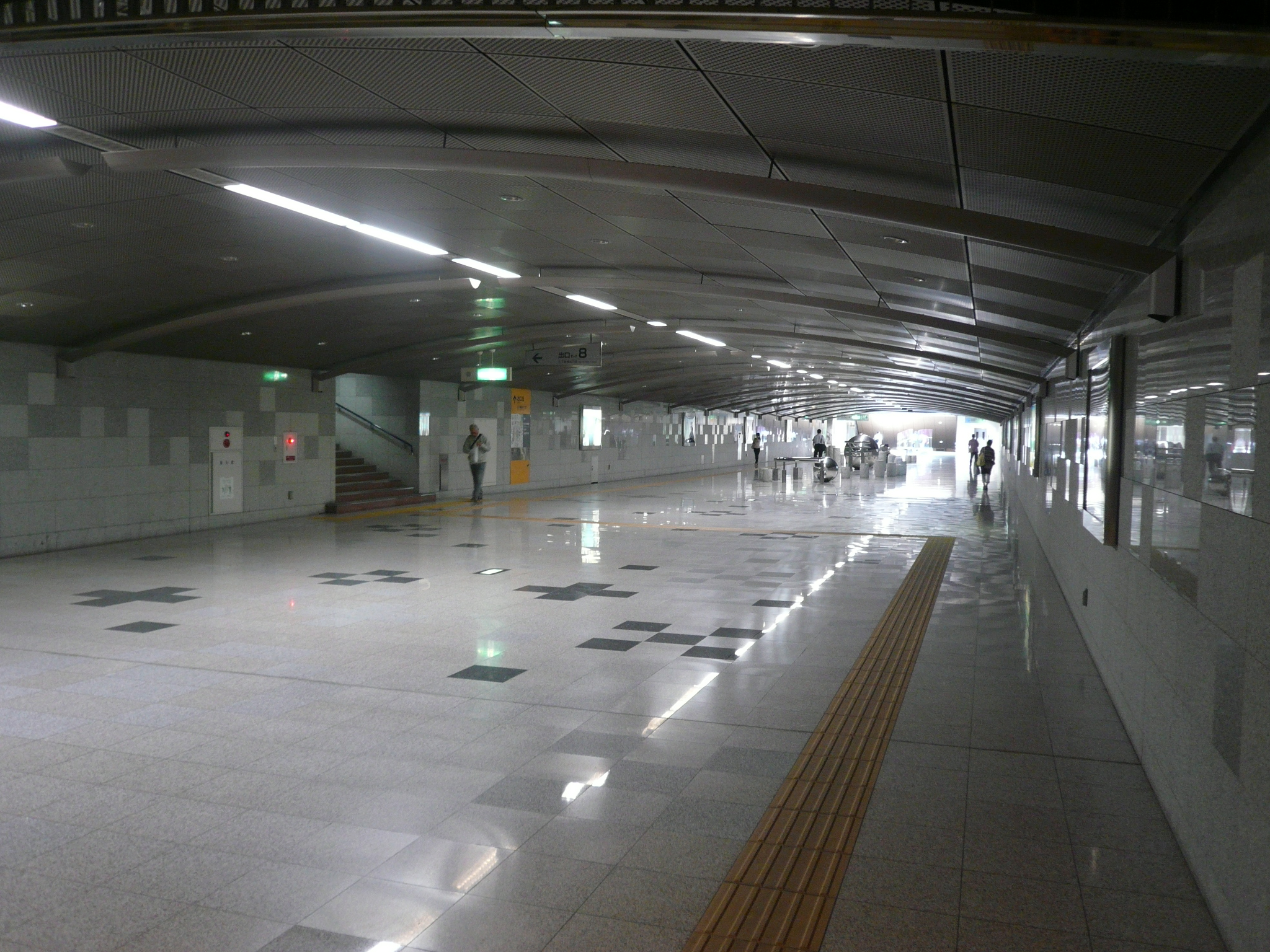
札幌駅北口地下歩道（2013年8月）
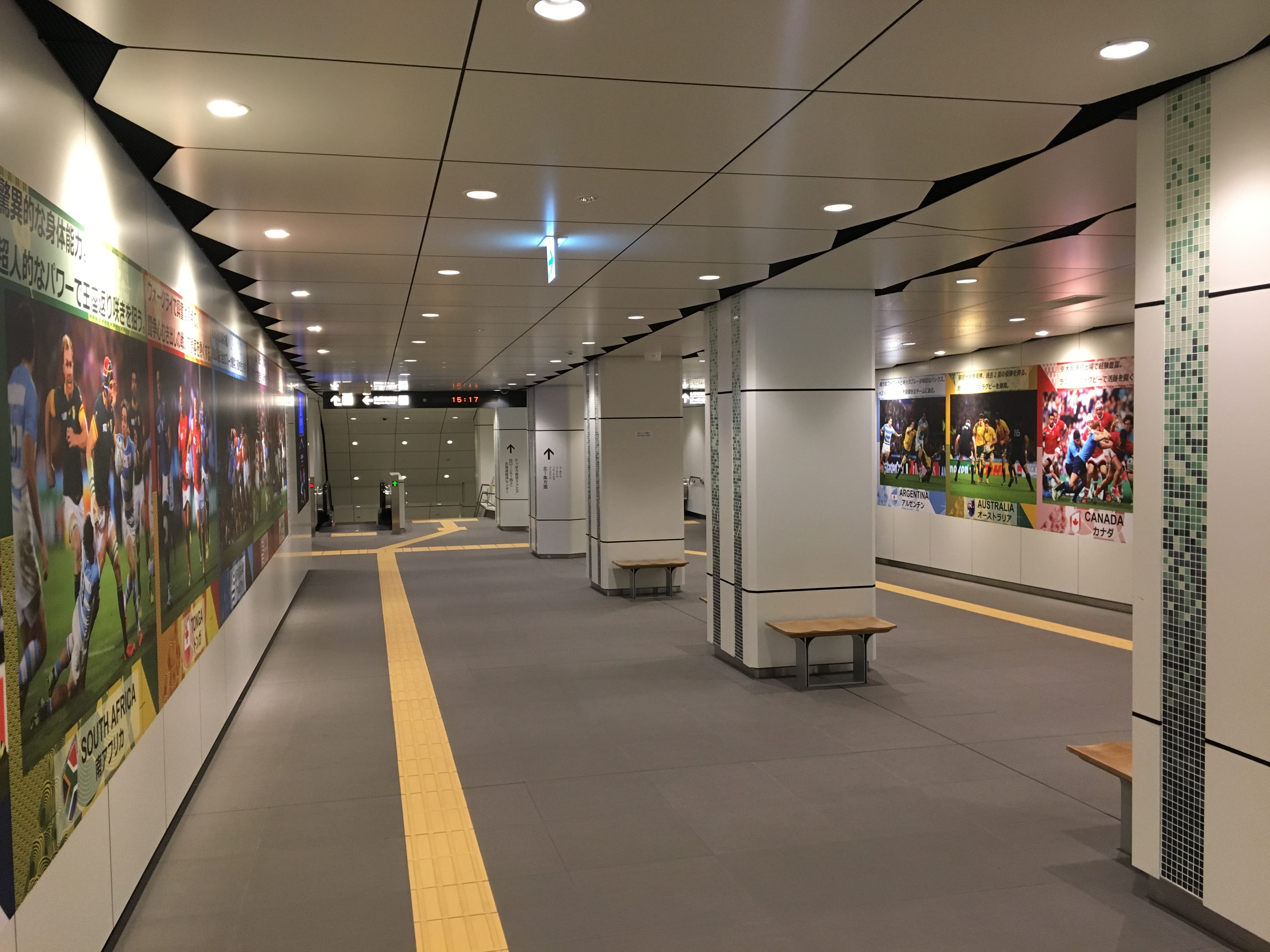
西2丁目地下歩道（2019年11月）
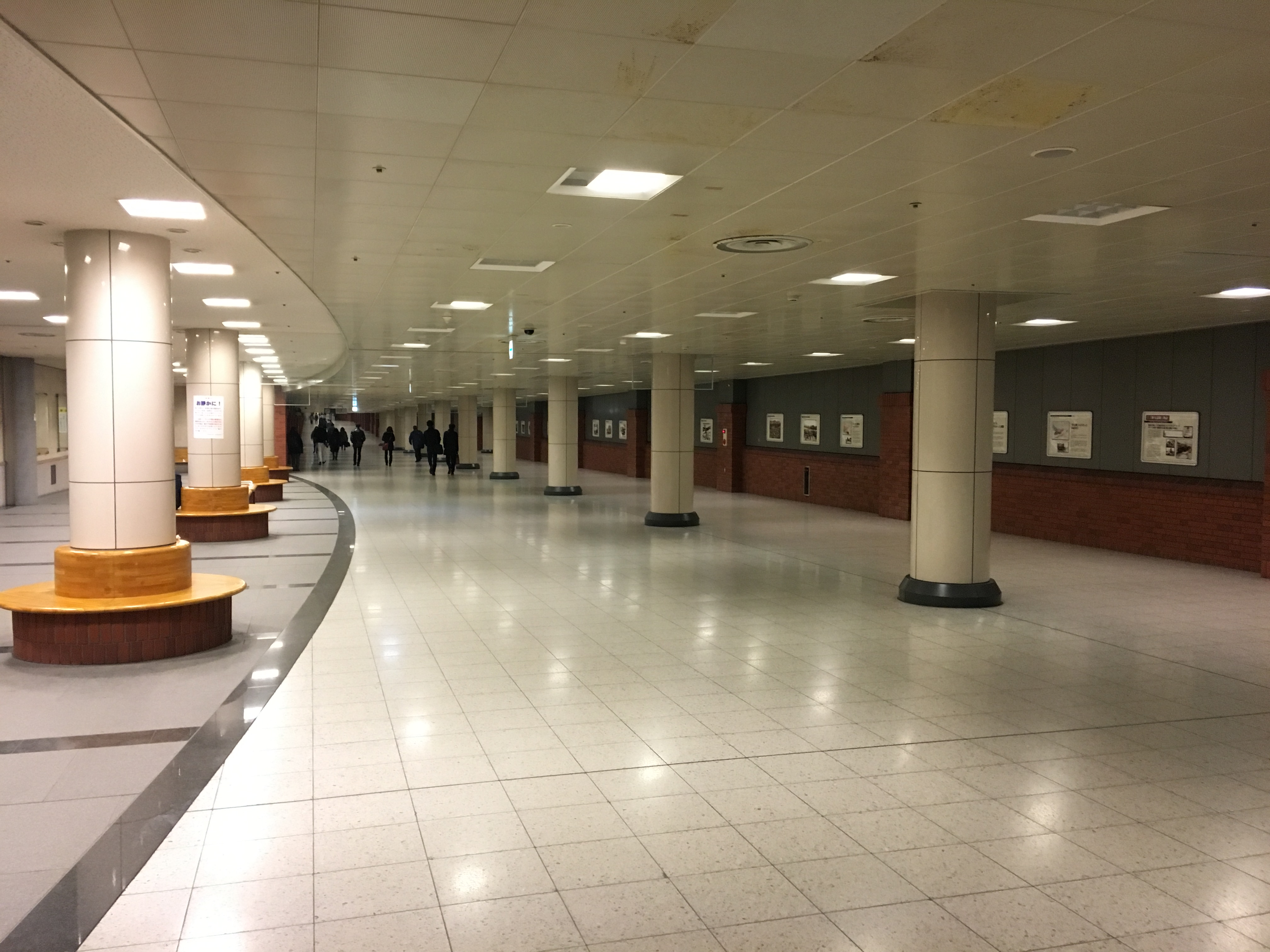
北一条地下駐車場公共地下歩道（2019年2月）

### 地下街
「札幌市の都市交通データ 道路（2）」参照。
- 大通地下街（さっぽろ地下街オーロラタウン）
- 札幌駅前地下街（さっぽろ地下街ポールタウン）
- 札幌駅南口広場地下街（アピア）

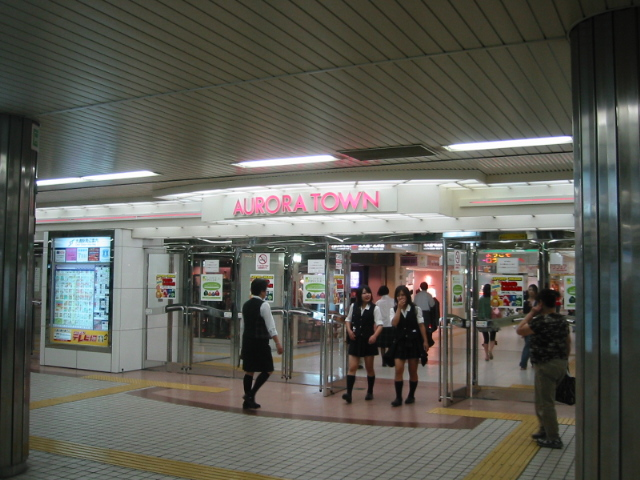
オーロラタウン（2007年7月）
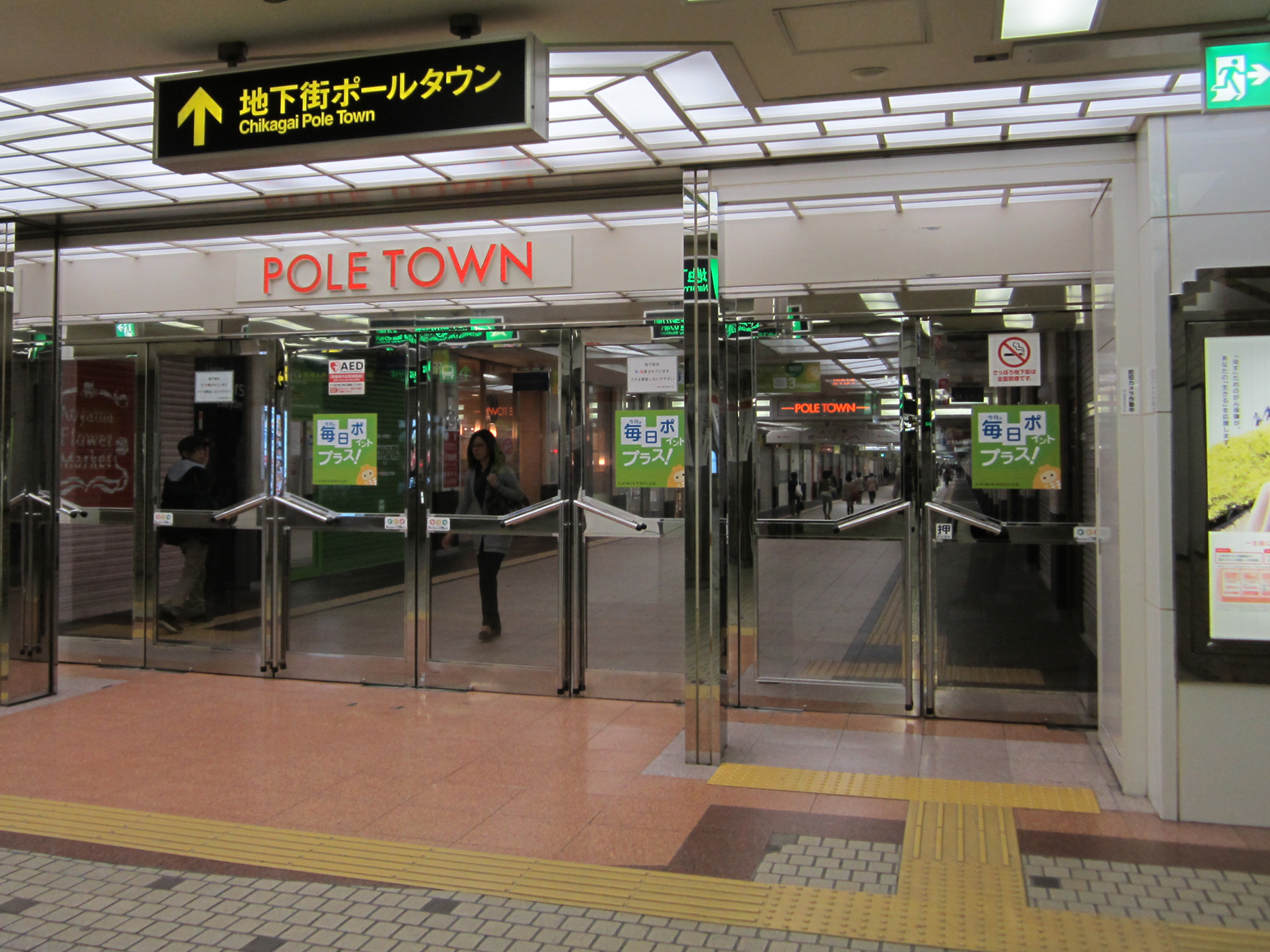
ポールタウン（2012年5月）
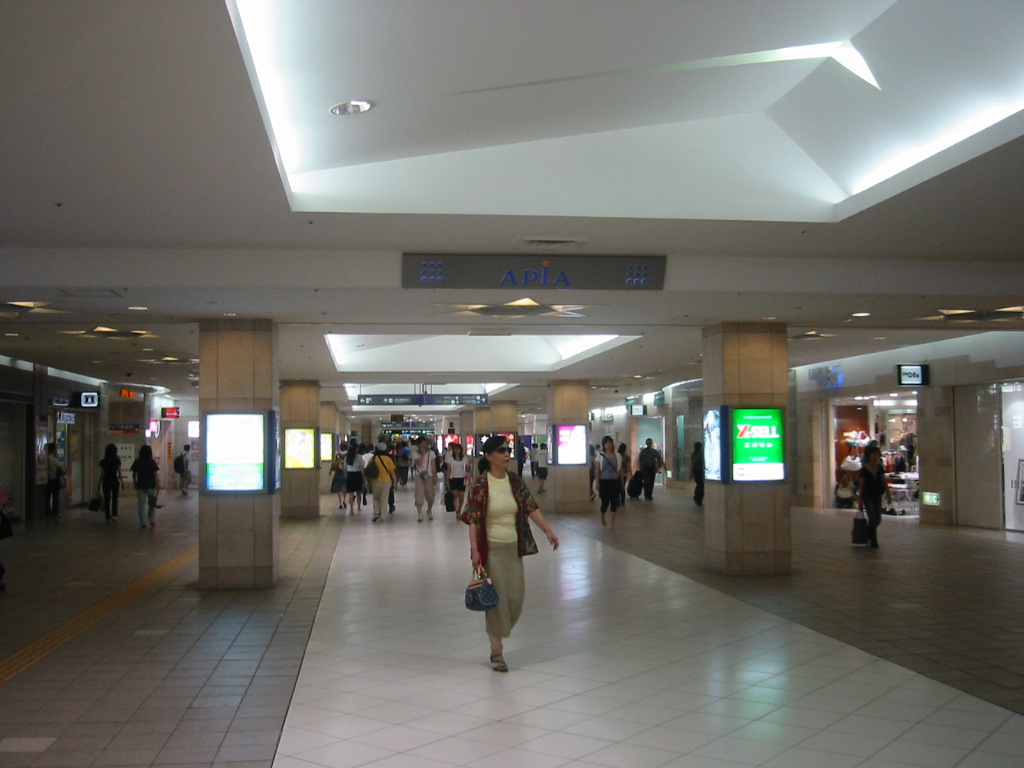
アピア（2007年8月）

都市計画通路
- 1号 札幌駅前通北3条地下通路